# Hausbesetzung

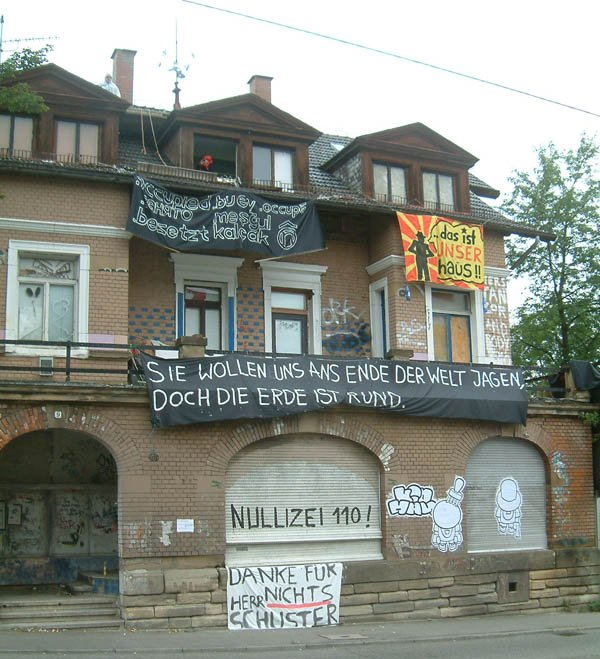
Besetztes Haus in Stuttgart (2005)

Eine Hausbesetzung ist eine rechtlich nicht zulässige Inbesitznahme eines leerstehenden Gebäudes und seine Verwendung als Wohnraum oder Veranstaltungsraum. Dies wird aus verschiedenen Gründen praktiziert, in den 1960er bis 1980er Jahren zum Beispiel, um aktiven Widerstand gegen die Eigentümer und deren Immobilienspekulation zu zeigen.

## Allgemeines
In den meisten Fällen erfolgt eine Hausbesetzung gegen den Willen des Eigentümers (oder ohne diesen zu berücksichtigen). Der damit vorliegende Rechtsbruch, der sich in der Bundesrepublik Deutschland von der Gewährleistung von Eigentum in Artikel 14 (1) der Grundrechte im Grundgesetzes ableitet, wird von den Besetzern bewusst in Kauf genommen. Diese beziehen sich – insbesondere im Rahmen von Sozialen Bewegungen – im Allgemeinen auf einen Missbrauch durch Eigentümer (zumeist Gesellschaften) und damit auf Artikel 14 (2) des Grundgesetzes: „Eigentum verpflichtet. Sein Gebrauch soll zugleich dem Wohle der Allgemeinheit dienen.“ Außerdem sehen sie sich oftmals eng verbunden mit anderen Bewegungen, welche sich mit öffentlichem Wohnraum auseinandersetzen, beispielsweise dem Mietshäuser Syndikat.
Es gibt auch Fälle geduldeter Hausbesetzungen, vor allem wenn es sich um sehr marode Gebäude handelt. Vor allem in der frühen Zeit (1970er und 1980er) wurden Hausbesetzungen oft länger als ein Jahrzehnt geduldet. Kooperatives Verhalten der Hausbesetzer begünstigte in einigen Fällen eine solche Duldung, aber auch der zum Teil militante Druck von größeren Unterstützungsgruppen führte oft dazu, dass sich Eigentümer und/oder staatliche Stellen gegen eine Räumung einer besetzten Immobilie entschieden (zumal eine Wahrscheinlichkeit bestand, dass die geräumten oder andere Hausbesetzer die Immobilie früher oder später „zurückerobern“ würden, wenn sie nach der Räumung wieder leer stand).
Ein bekanntes Beispiel für einen solchen militanten Druck war die Hafenstraße in Hamburg.
Städte und Kommunen hatten auch ein gewisses Eigeninteresse: Jugendliche und junge Erwachsene, die sonst vermutlich obdachlos gewesen wären, hatten als Hausbesetzer ein „Dach über dem Kopf“.
Besetzte Häuser werden in einigen Ländern, zum Beispiel Frankreich, Großbritannien, Polen, Tschechien und Ungarn, als Squats bezeichnet. Als Beweggründe gaben und geben Hausbesetzer häufig an, dass Wohnraum (oder Räume für soziale und kulturelle Veranstaltungen) fehle oder nicht bezahlbar sei. Zwischennutzungen fallen nicht unter diese Definition, da sie einvernehmlich und zeitlich begrenzt stattfinden.

## Ursachen und Unterscheidungen

Symbol der Hausbesetzer

Hausbesetzungen werden aus verschiedenen, sich oftmals überlappenden Motiven durchgeführt: Diese sind der Wunsch nach bezahlbarem Wohnraum, eigener Wohnungsmangel oder sogar Obdachlosigkeit, Protest gegen spekulativen Leerstand und Protest gegen hohe Mieten. Viele Hausbesetzer grenzen sich bewusst von gesellschaftlichen Normen ab und versuchen bzw. praktizieren alternative Formen des Zusammenlebens.
Das selbst erklärte Ziel von Instandbesetzungen ist es, verfallene Häuser vor dem Abriss zu retten und wieder bewohnbar zu machen.
Bei den Hausbesetzungen gibt es grundsätzlich zwei Klassen:
- „offene besetzte Häuser“, bei denen die Öffentlichkeit wissen darf – und soll –, dass das Haus besetzt ist. Häufig hängen Transparente an der Fassade, es werden Flugblätter verteilt etc.
- „stille Besetzungen“: Hierbei ziehen die Menschen ein und versuchen, die Besetzung nicht öffentlich zu machen.

Das Symbol der Hausbesetzerbewegung ist ein Kreis, durch den ein N-förmiger Blitz von links unten nach rechts oben verläuft. Das Zeichen entstand um 1970 in der Amsterdamer Hausbesetzerszene und verbreitete sich schnell über Westeuropa.
Eine andere Erklärung ist die Herkunft aus dem nordamerikanischen Indianersymbolschatz: ein im Kreis liegender, nach oben zeigender Pfeil bedeutet „Der Kampf geht weiter“. Ein Blitzsymbol bedeutet „schnell“.

## Chronik von Hausbesetzungen in verschiedenen Ländern und Städten
Viele der in den 1970er, 1980er und 1990er Jahren in Deutschland und den Niederlanden durchgeführten Hausbesetzungen sind heute legalisiert. Dies bedeutet, dass die Bewohner mit den Eigentümern Duldungs-, Miet- oder Nutzungsverträge abgeschlossen haben. Einige Mietverhältnisse sind nicht formell legalisiert, haben aber einen inoffiziellen Status durch Duldung. In der Schweiz haben besetzte Häuser häufig einen „Gebrauchsleihevertrag“, der sichert, dass die Hausbesetzer Strom und Wasser bezahlen.

### Dänemark
Die seit 1971 bestehende Freistadt Christiania, eine autonome Wohnsiedlung auf einem ehemaligen Militärgelände in Kopenhagen, gilt als eine der ältesten und am längsten existierenden Besetzungen Europas. Eine weitere bekannte Hausbesetzung war das Haus an der Ryesgade 58, das 1986 neun Tage lang Schauplatz heftiger Straßenkämpfe und mit Barrikaden völlig abgesperrt war. Zentrum der Hausbesetzerszene Kopenhagens war für Jahrzehnte das Ungdomshuset (Jugendhaus). Das Haus, das nur die letzten drei Monate besetzt war, bestand von 1982 bis 2007, bis es, begleitet von Krawallen, geräumt wurde. In den Jahren 1981 bis 1990 gab es eine Reihe von Besetzungen insbesondere im Nørrebro-Viertel – unter anderem das Haus Allotria, das durch ein spektakuläres Manöver bekannt wurde, indem die Besetzer am Räumungstag durch einen 20 Meter langen eigenhändig gegrabenen Tunnel flüchteten. Auf einem hinterlassenen Banner stand auf Dänisch: „Wir entscheiden selber, wann wir kämpfen wollen!“

### Deutschland

#### Westdeutschland
Die frühen Hausbesetzungen Ende der 1960er Jahre waren meist sporadische, Gelegenheiten nutzende Aktionen, die auf lokale, auch soziale Problemsituationen zurückzuführen waren und mehrfach im Zusammenhang mit Stadtzerstörung und geplanten Abrissen von Altbauten standen.
Ende der 60er setzten sich unter anderem Rainer Kippe, Lothar Gothe und andere zusammen und planten die Sozialistische Selbsthilfe Köln (SSK). Dafür brauchten sie einen Raum und fanden ein Haus in Köln-Mitte am Salierring 39, das sie 1969 besetzten.
Im damaligen Westdeutschland bekannte Hausbesetzungen sind die 1973 besetzte und 1981 legalisierte Frauenstraße 24 in Münster, die 1980 besetzte ehemalige Stollwerck-Schokoladenfabrik in Köln, das 1987 in Hannover besetzte Sprengelgelände, die 1989 besetzte Rote Flora in Hamburg, das im selben Jahr besetzte und 1991 legalisierte Wohnprojekt Köpi, die Hafenstraße in Hamburg, die Kiefernstraße in Düsseldorf, die Besetzung des Topf-und-Söhne-Geländes in Erfurt von 2001 bis 2009 und auch in kleineren Städten gab es spektakuläre und langjährige Hausbesetzungen. In Hanau ist seit 1986 das Haus in der Metzgerstraße 8 besetzt und wird als autonomes Kulturzentrum genutzt, und in Weimar die Gerberstraße I und III.

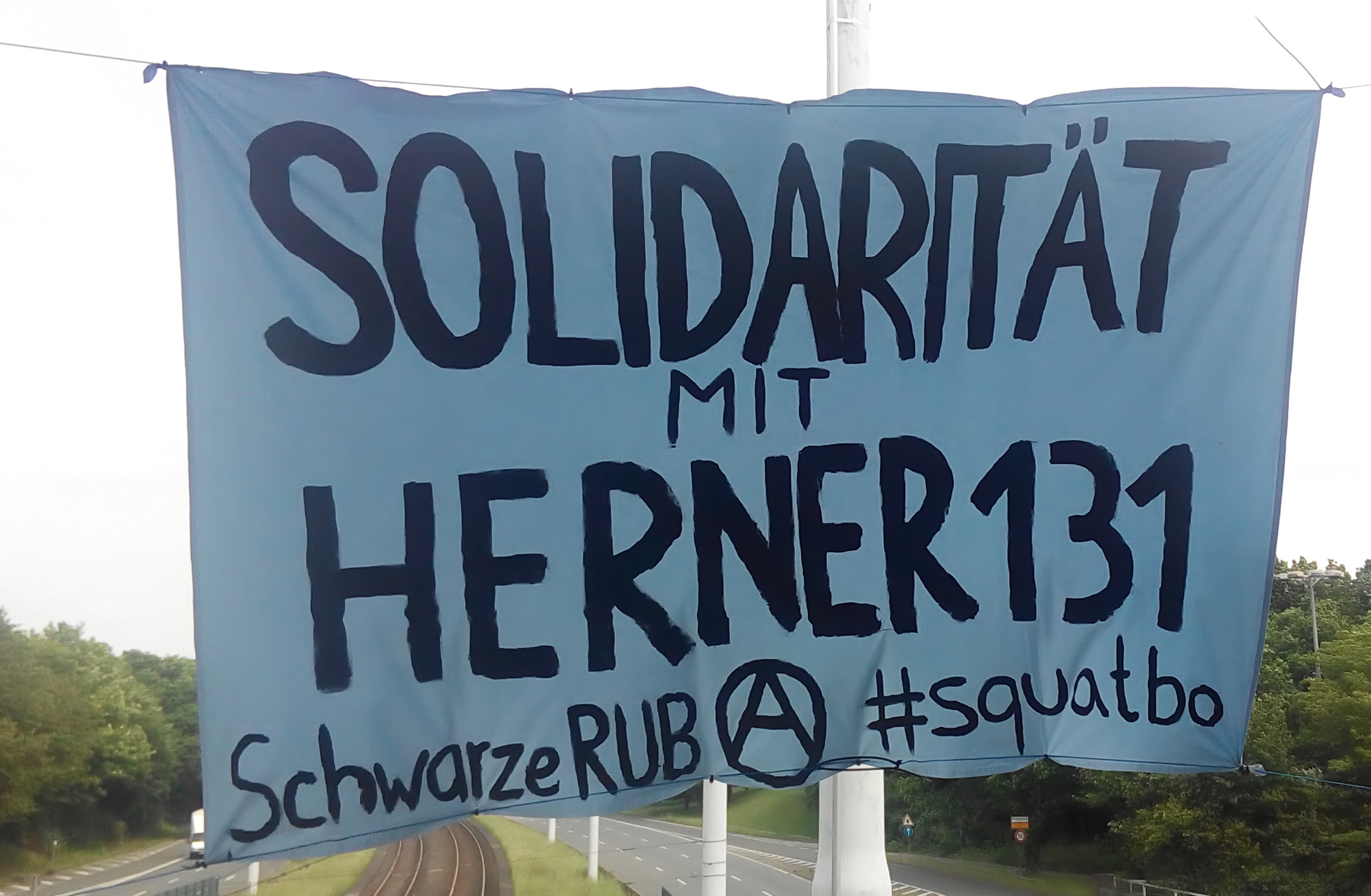
Solidaritätsplakat an der Ruhr-Universität Bochum

In Paderborn gab es ab den 1970er-Jahren einige Hausbesetzungen (zuletzt mehrere Wochen im Herbst 2007 und im April 2015), in Leipzig die Häuser in der Stockartstraße in der Nähe des Conne Islands und in Potsdam das Boumans. Im Zusammenhang mit der (wenig erfolgreichen) Hausbesetzerbewegung in München standen die Gruppen Freizeit 81 und Robin Haus (Rob in House).
In Nürnberg stellte das Olaf Ritzmann Kollektiv, dessen Stützpunkt das selbstverwaltete Kulturzentrum KOMM war, den Kern verschiedener Hausbesetzungen, beispielsweise der Johannisstraße 70 oder der Veillodterstraße 33 dar. Unter anderem diese führten im März 1981 zu der medial so bekannt gewordenen „Massenverhaftung von Nürnberg“.
Die Besetzung einer Villa im Bochumer Stadtteil Werne 1981 wurde nach Instandsetzung des Gebäudes legalisiert. Außerdem wurde in Bochum von Mai bis Juni 2017 ein jahrelang leerstehendes Haus an der Herner Straße 131 besetzt.
In Göttingen sollten in den 1970er Jahren die Gebäude an der Roten Straße 1-5 / Burgstraße 52 abgerissen werden, um Raum für ein neues Studierendenwohnheim zu schaffen. Durch die Besetzung der Häuser seitens der militanten Hausbesetzerszene Göttingens konnten sie jedoch vor dem drohenden Abriss bewahrt werden. Sie wurden in der Folge zu selbstverwalteten Studentenhäusern und werden heute inoffiziell „Rote Straße“ genannt. Im Jahr 2015 besetzen Menschen das leer stehende DGB Haus in Göttingen in der Oberen-Masch-Straße 10 (OM10). In der Folge kauften die Besetzer dem DGB das Gebäude für einen symbolischen Preis ab.

#### Tübingen
In Tübingen kam es seit 1968 zu verschiedenen Hausbesetzungen. Bedeutend war vor allem nach einem Konzert der Agitprop-Band Ton Steine Scherben die Besetzung des Epplehauses, welches bis heute als selbstverwaltetes Jugendzentrum besteht. Ehemals besetzte Gebäude wie die Münzgasse 13, die Ludwigstraße 15 oder die Schellingstraße 6 existieren bis heute als alternative Wohn- und Lebensprojekte. Von Juli 2019 bis August 2021 war die Gartenstraße 7 besetzt, Verhandlungen über einen Kauf des Hauses sind gescheitert.
Die Autoren Marc Amann und Elias Raatz veröffentlichten in einem Kapitel des Sachbuchs Wir hol'n jetzt unser Haus! über das Jugendzentrum Epplehaus eine ausführliche Chronologie aller Tübinger Hausbesetzungen von 1969 bis 2025.

#### Köln
Am 10. April 1970 wurde das leer stehende Verwaltungsgebäude der ehemaligen Schokoladenfabrik Kwatta in der Roßstraße 16, Köln-Ehrenfeld besetzt (siehe: Kölner Stadt-Anzeiger vom 11. April 1970).
Führend bei der Hausbesetzung war die SSK (erst: Sozialpädagogische Sondermaßnahmen Köln; später: Sozialistische Selbsthilfe Köln). Die SSK war im November 1969 im Franziskanerkloster, Ulrichgasse, Köln gegründet worden. Gründungsmitglieder waren fünf Sozialarbeiter der Stadt Köln, der frühere Hausgeistliche des örtlichen Don-Bosco-Heims und vier weitere Kölner Bürger.
Die SSK kümmerte sich vor allem um obdachlose Kinder und Jugendliche in Köln. Starken Zuwachs der zur Betreuenden erhielt er, nachdem Günter Wallraff für eine ZDF-Dokumentation mit einem Kamerateam, unter Begleitung von SSK-Mitgliedern, das Rheinische Landesjugendheim Erlenhof bei Euskirchen aufgesucht hatte. 16 Jugendliche aus dem Erlenhof kamen zur SSK.
1977 wurde das älteste bis heute autonom bewohnte und damals leerstehende Gebäude in der Marienstraße 19, 21 und 23 besetzt. Das feministische Projekt entstand aus dem Angebot billiger Wohnungen, wodurch sich eine diverse Gruppe bildete, die nach einer bevorstehenden Mieterhöhung die Wohnungen besetzte. Das Projekt setzte sich trotz innerlinken Auseinandersetzungen und Druck von außen durch und ist heute immer noch besetzt. 2018 feierte das Kollektiv 40 Jahre Besetzung.
1980 wurde der Karthäuserwall 18 besetzt und erlebte seitdem mehrere Räumungsversuche, zuletzt 2020 durch eine Räumungsaufforderung der Hausbesitzerin LEG Immobilien, das jedoch zeitweise aufgehoben wurde. Das Projekt beherbergt heute eine Fahrradwerkstatt, ein feministisches selbstverwaltetes Zentrum sowie das Kunsthaus KAT18.
Das Haus in der Ludolf-Camphausenstraße 36, kurz LC36 wurde 1984 besetzt, nachdem es vorher zehn Jahre lang leergestanden hatte. Die 35 teilnehmenden Personen wollten durch die Besetzung Leerstand und Wohnungsnot in Köln anprangern. 1992 kaufte die Stadt Köln das Gebäude, um es dem Kollektiv bereitzustellen. Seitdem wurde LC36 zu einem Standort verschiedener linker Gruppen und eines Cafés, das der finanziellen Selbsterhaltung dient.

#### Hamburg
Die Besetzerszene in Hamburg und insbesondere im Stadtteil St. Pauli ist mit den mit der Roten Flora und der Hafenstraße als bekannteste besetzte Objekte gemeinsam mit der Szene in Berlin tragend für die besetzende Szene in ganz Deutschland. Seit 1970 wurden in Hamburg vermehrt Wohnungen und Häuser besetzt, um auf einen Mangel (bezahlbaren) Wohnraumes im Raum Hamburg aufmerksam zu machen. Außerdem besetzten auch Studierende und Angehörige der Alternativen Bewegung Häuser, um jeweils ihre Interessen zu vertreten. Die Hafenstraße galt zudem in den 1970er Jahren als Ballungsort von Linksradikalismus. So gab es enge Verbindungen und personelle Überschneidungen zur Roten Armee Fraktion. Heute gilt die Straße jedoch als weitgehend gemäßigt. Die 1989 besetzte Rote Flora agiert hierbei als Autonomes Zentrum in Hamburg und vernetzt – teilweise überregional, wie bei den Protesten gegen den G20-Gipfel in Hamburg 2017 – die außerparlamentarische Linke Szene in und um Hamburg.

#### Frankfurt/Main
Im September 1970 besetzten Studenten, Familien aus Obdachlosensiedlungen und ausländische Arbeiter ein leer stehendes Haus in der Eppsteiner Straße 47 im Frankfurter Stadtteil Westend und einen Monat später zwei weitere (Liebigstraße 20 und Corneliusstraße 24).
Diese Besetzungen waren eingebettet in Auseinandersetzungen um Grundstücksspekulation und Leerstand im Gründerzeit- und „Villenviertel“ Westend in den Jahren 1970 bis 1974. Die Akteure stammten aus der 68er-Bewegung. Sie standen noch in keinem Zusammenhang mit Kampf gegen die Flächensanierung in West-Berlin, der erst fünf Jahre später einsetzte.

#### Berliner Häuserkampf
Im zeitlichen Vorfeld war 1971 das Georg-von-Rauch-Haus in Berlin-Kreuzberg besetzt worden – nicht zuletzt bekannt durch den Rauch-Haus-Song von Ton Steine Scherben. 1973 wurde das Tommy-Weisbecker-Haus besetzt. Beide bestehen noch heute, haben jedoch nichts mit der 1980 einsetzenden Hausbesetzerbewegung zu tun.

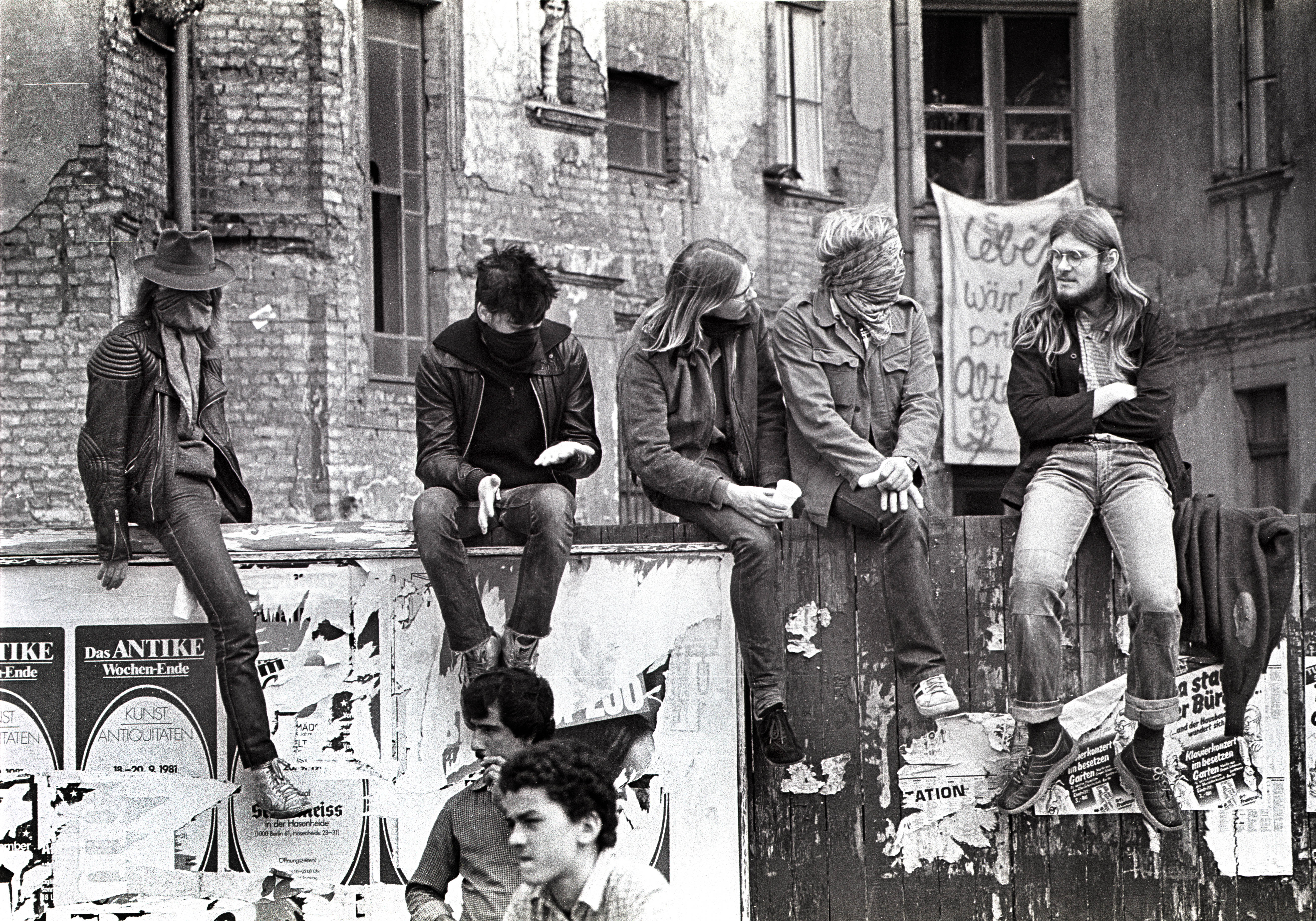
Hausbesetzer in Berlin-Kreuzberg (1981)

Die Hausbesetzer-Bewegung wurde vor allem in West-Berlin und in einigen Städten Westdeutschlands ab 1979 und in den 1980er Jahren aktiv.
Anfang der 1980er fand in Münster der erste bundesweite Kongress der Hausbesetzer statt. Die Besetzung von Häusern war oft ein „politischer Protestakt gegen das politische System“ des jeweiligen Staates. Es kam nicht selten zu gewalttätigen Auseinandersetzungen mit der Polizei, vor allem bei Demonstrationen und Räumungen.
Ursache in West-Berlin war die Politik der Flächensanierung des Senats seit 1964/1965. In den 1950er Jahren wurden Großwohnsiedlungen an den Rändern der Städte gebaut – Beispiele sind Gropiusstadt oder Märkisches Viertel. Da dabei Straßen und Infrastruktur ebenfalls komplett neu erstellt werden mussten, erschien der flächendeckende Abriss von Altbauquartieren mit darauffolgendem Neubau preiswerter. Zum Symbol wurde das Neue Kreuzberger Zentrum (NKZ) am Kottbusser Tor

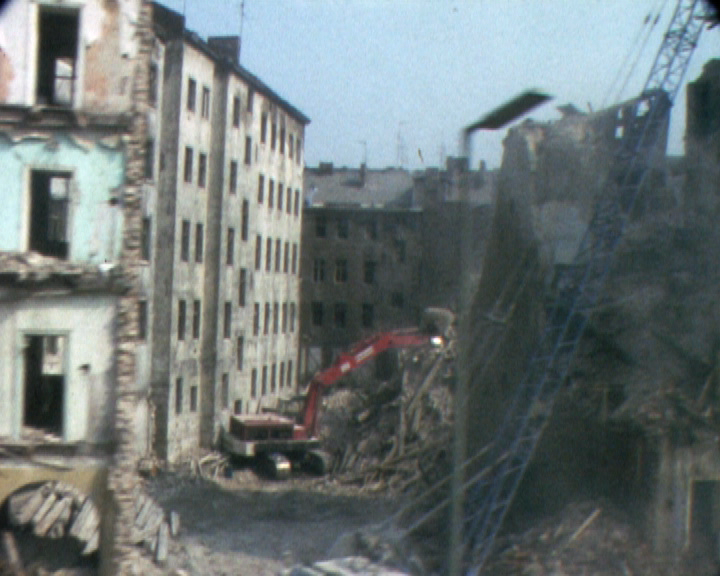
Abriss an der Kreuzberger Skalitzer Straße (Block 104)

„Über zwei Jahrzehnte hinweg wurden ganze Blöcke und Straßenzüge ‚entmietet‘, gesprengt und abgeräumt. […] Wer diesem Prozeß ausgesetzt war, erlebte Sanierung (Heilung) als Zerstörung der Stadt. [… Ein großer Teil der] Bevölkerung war ständig vom Abriß ihres Hauses bedroht. Die Häuser waren im staatlichen Auftrag von Wohnungsbaugesellschaften aufgekauft und dann auf Abriß bewirtschaftete worden; d. h., es wurde möglichst wenig repariert. Die Instandhaltung unterblieb fast ganz. Lange vor dem Abriß wurde dann ‚entmietet‘. So standen in West-Berlin tausende Wohnungen leer, während 80.000 Haushalte mit Wohnberechtigungsschein dringend eine Wohnung suchten.“

1979 erfolgte eine erste „Instandbesetzung“ in der Cuvrystraße in Kreuzberg 36. Im Herbst 1980 kam es zu weiteren Besetzungen – ein Polizeieinsatz löste am 12. Dezember 1980 erste Straßenkämpfe ums Kottbusser Tor nach einer Räumung am Fraenkelufer aus.

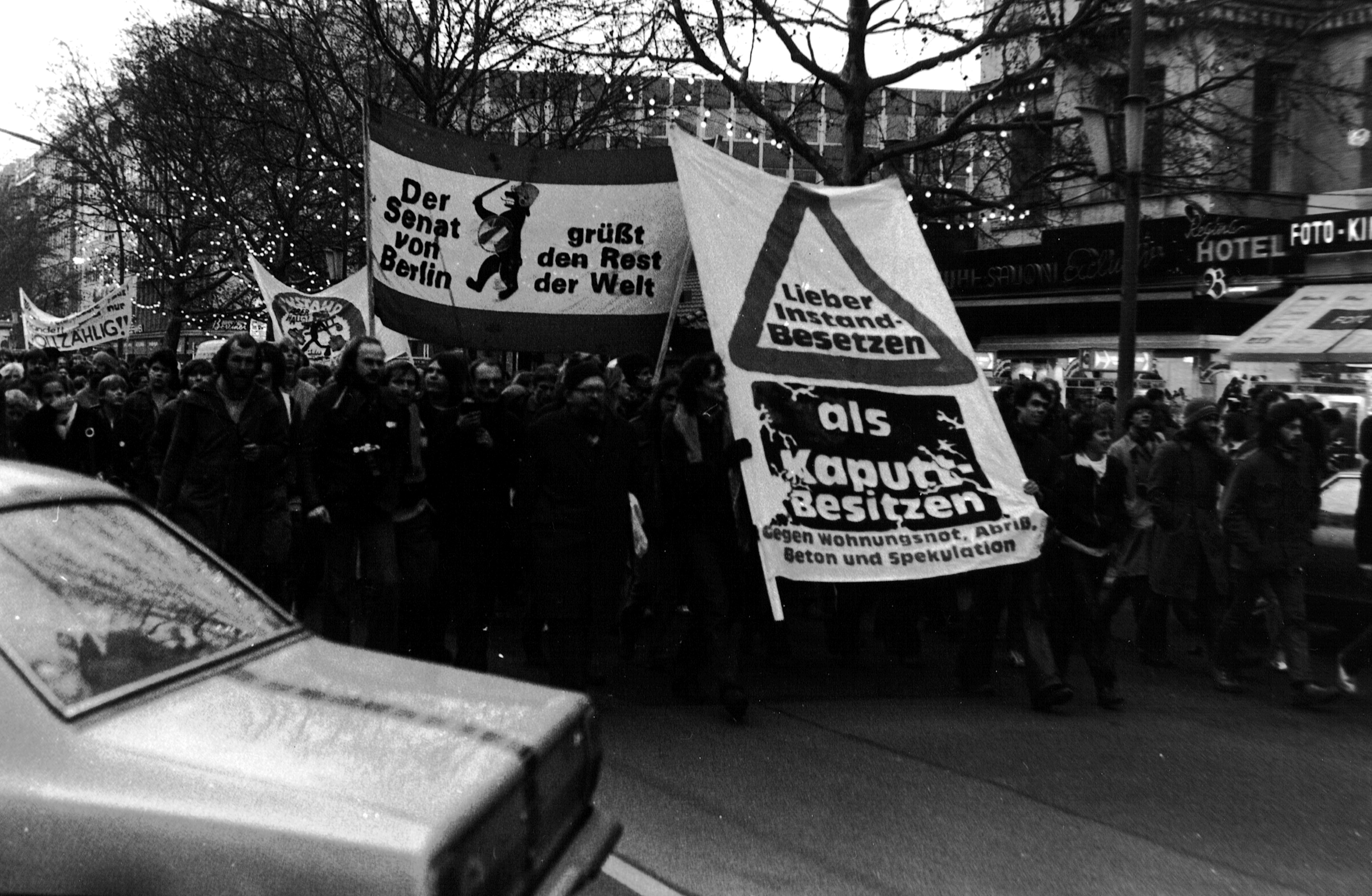
Kundgebung im Berliner Häuserkampf

Im Februar 1981 begann eine ‚Besetzungswelle‘, Anfang April waren es bereits 129 Häuser und der neue CDU-Minderheitssenat zählte am 11. Juni 1981 „165 (besetzte Häuser), davon 86 in Kreuzberg, 32 in Schöneberg und 13 in Charlottenburg.“
Nach einer groß angelegten Polizeiaktion am 22. September 1981 zur Räumung von acht „Hochburgen“ der Besetzer kam es zu einem schwerwiegenden Zwischenfall, bei dem der 18-jährige Demonstrant Klaus-Jürgen Rattay starb. Die vom Senat verkündete „Berliner Linie“ hatte zu keiner Beruhigung geführt; der Tod Rattays stärkte nach einer ersten Verschärfung der Lage letztlich doch die Besonnenen beider Seiten.
Nach dem Todesfall hatte der Regierende Bürgermeister von Berlin, Richard von Weizsäcker, die Initiative zu einer „friedlichen Lösung“ eingeleitet, die von der Evangelischen Kirche in Berlin aufgenommen wurde und in der Organisation Netzwerk Selbsthilfe Anfang 1982 einen Vermittler zu den Hausbesetzern fand. Es dauerte noch anderthalb Jahre, bis die Lösung konkret werden konnte – zum einen steuerte der Innensenator Heinrich Lummer einen ‚harten‘ Räumungskurs, zum andern teilten sich die Besetzer in zwei Lager: Die einen wollten ihr neues Wohn- und Lebensverhältnis sichern; die anderen wollten nicht den Kämpferstatus aufgeben und die politischen Ziele, die sie damit verbanden. Dabei zeigten viele Besetzer und ihre Unterstützer immer wieder ihre Schlagkraft, etwa bei der „Reagan-Demo“ 1982.
Die Flächensanierung war 1981 jedoch faktisch gestoppt und da von den Stadtplanern und Architekten der Internationalen Bauausstellung ein neues Konzept entwickelt worden war, konnte auch das Berliner Abgeordnetenhaus im März 1983 zu einer Politik der „behutsamen Stadterneuerung“ übergehen. Es gelang damit auch die Entwicklung eines Sanierungskonzepts in Absprache und mit der Beteiligung der betroffenen Bewohner.
Nach der Gründung des vom Netzwerk vorbereiteten alternativen Sanierungsträgers Stattbau konnten nach einem Musterprojekt mit 13 Häusern in Kreuzberg bis 1990 ca. 60 besetzte Gebäude saniert und legalisiert werden.
Aus dieser Zeit besteht auch heute noch die 1981 besetzte Regenbogenfabrik sowie noch zahlreiche in zähen Verhandlungen und arbeitsreichen Sanierungen legalisierte weitere Projekte. In dieser Zeit bildeten sich auch erste Versuche und Besetzungen, welche nach mehreren Besetzungen letztendlich auch das Tuntenhaus Berlin darstellen sollte.

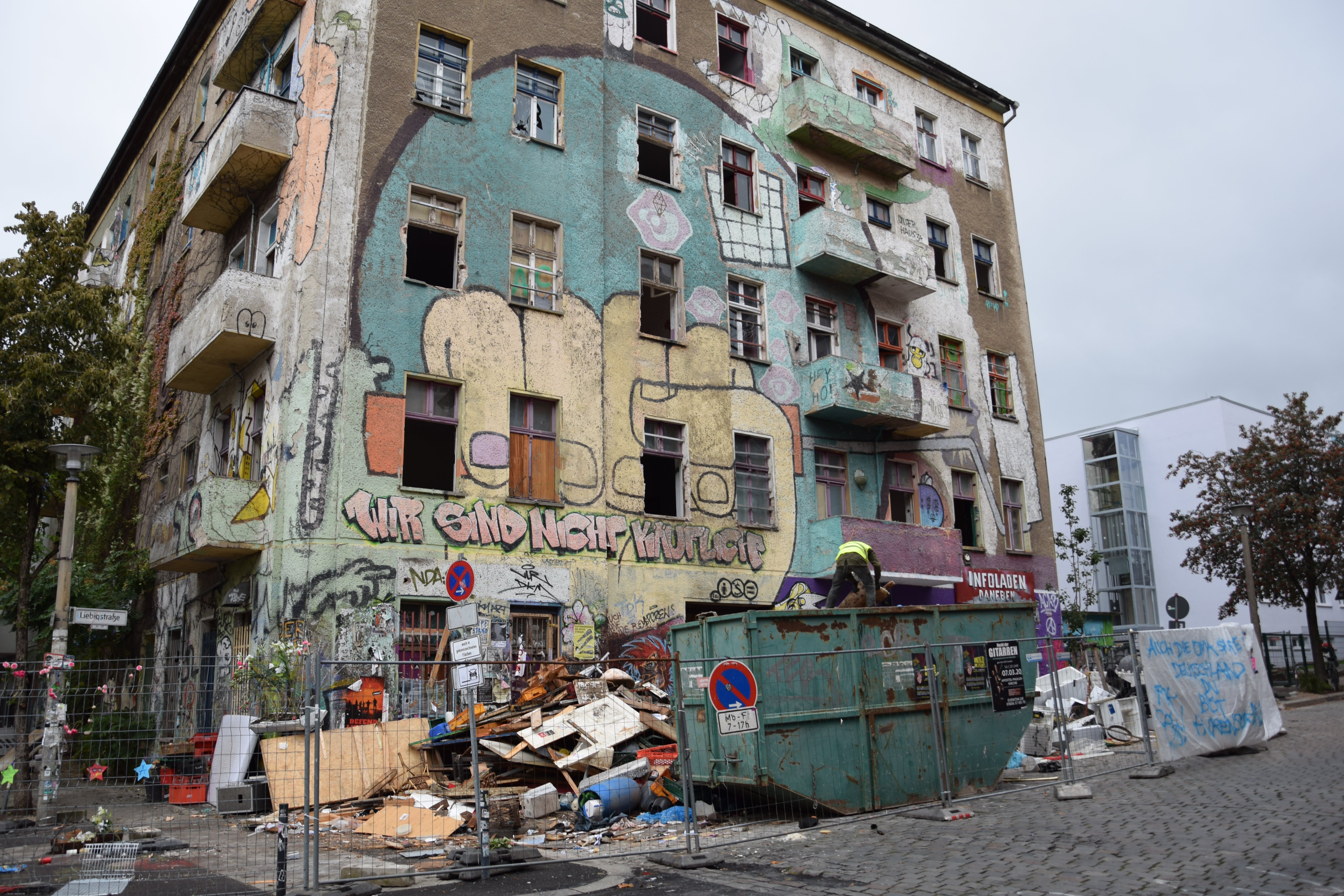
Liebigstraße 34 Mitte Oktober nach der Räumung

Ende 1989, Anfang 1990 kam es auch auf dem Gebiet Ostberlins zu Hausbesetzungen.

#### Ostdeutschland
In der Besetzerszene der DDR als Schwarzwohnen bekannte Hausbesetzungen wurden oftmals weniger aus politischen Gründen und eher zu privaten Wohnzwecken genutzt und wurden entsprechend (um keine öffentlichkeitswirksame Aufmerksamkeit, die ein Ende der Wohngelegenheit zu Folge gehabt hätte, zu erregen) weniger in die Gesellschaft getragen. Als prominentes Beispiel kann Angela Merkel genannt werden, die Anfang der 1980er Jahre zwischenzeitig schwarz wohnte. Besetzt wurden oft Häuser, die aufgrund der vom ZK der SED propagierten Plattenbautenpolitik nicht saniert wurden und leer standen. Dieses Phänomen des illegalen Aneignens von staatseigenem Wohngut tauchte vor allem ab den 1970ern infolge dieses Politikwechsels und den dadurch zunehmend verfügbar werdenden Wohnungen im Stadtinneren auf und verstärkte sich mit den Ausreisewellen aus der DDR im Verlauf der friedlichen Revolution in der DDR. Vor allem in den 1980er Jahren entwickelte sich das Phänomen des Schwarzwohnens zudem zu einer Subkultur, welche es einem künstlerischen und studentischen Milieu ermöglichte, sich zu entwickeln und zu entfalten, welche in seltenen Fällen auch aus dieser Einrichtung heraus agierten, beispielsweise im Falle des einzigen Kinderladens der DDR. Diese Hausprojekte wurden vom Ministerium für Staatssicherheit jedoch nicht geduldet und wurden oftmals nach Bekanntwerden der jeweiligen Besetzung geräumt, in einigen Fällen wurden diese oppositionellen Zellen jedoch bewusst in Ruhe gelassen, um sie somit besser kontrollieren zu können.

#### Nach 1989

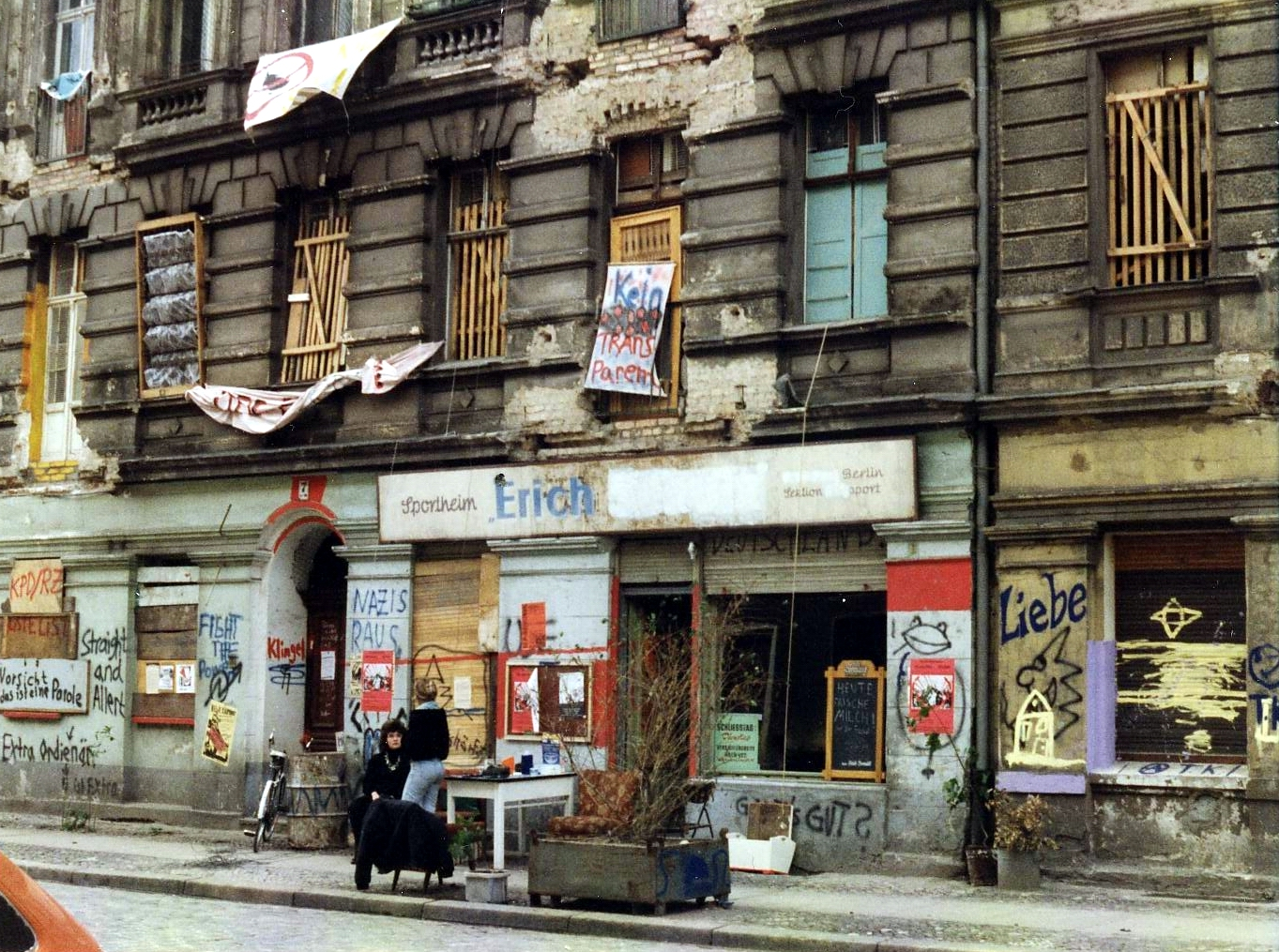
Besetzte Häuser in der Mainzer Straße in Berlin-Friedrichshain (1990)

In der Wendezeit wurden viele Häuser in der DDR besetzt. Besonders in Ost-Berlin herrschte ein Machtvakuum: die Ostberliner Polizei war nicht mehr und die Westberliner Polizei noch nicht befugt einzugreifen. Beispiele sind die Häuser in der Schönhauser Allee 20/21, die Mainzer Straße im Bezirk Friedrichshain und das 1990 besetzte und 2013 geräumte Kunsthaus Tacheles.

#### Braunkohlerevier
Auch im Zuge der Auseinandersetzungen um den Hambacher Forst gibt es seit Oktober 2018 einige Hausbesetzungen in mittlerweile nahezu unbewohnten Dörfern in der Region Kerpen. Die Häuser sollten für den Braunkohletagebau Hambach früher oder später abgerissen werden und sind durch vergangene Umsiedelungen der ehemaligen Bewohner leerstehend. Die Zukunft dieser Hausbesetzungen ist ungewiss.

### Großbritannien
Die vergleichsweise liberalen Gesetze hinsichtlich Hausbesetzungen in England hatten ihren Ursprung in den „Squatter’s Rights“ des Mittelalters, um die Bewohner vor willkürlichen Räumungen durch Landbesitzer zu schützen. Das Gesetz aus dem Jahr 1381 definierte Hausbesetzung nicht als Einbruch, solange keine direkte Sachbeschädigung vorgenommen wurde. In der Zeit der Wohnungsnot in London nach dem Zweiten Weltkrieg lebten zehntausende Londoner, insbesondere demobilisierte Soldaten mit ihren Familien, in verlassenen Häusern und trugen so dazu bei, diese Rechte zu erhalten.
Eine erneute Welle von Hausbesetzungen in London setzte Ende 1968 ein, als Aktivisten Teile des Luxusquartiers The Hollies besetzten, das seit vier Jahren leer stand. Diese Aktion löste großes öffentliches Aufsehen und positive Presseberichterstattung aus. Im folgenden Jahr besetzten wohnungslose Familien mit Hilfe der Aktivisten zunächst zwei Häuser in der Oakfield Road im London Borough of Redbridge. Die Verwaltung des Boroughs ließ daraufhin umliegende unbewohnte Häuser verbarrikadieren und teilweise die Inneneinrichtung zerstören, um weitere Hausbesetzungen zu verhindern. Dies rief erheblichen Widerstand in der Presse und von Gewerkschaften hervor. Nachdem die Hausbesetzer mehrmals ihre Behausung gewechselt hatten, setzte die Borough-Verwaltung am 25. Juni 1969 mit Schlagwaffen ausgerüstete Bailiffs gegen sie ein. Bei der folgenden Prügelei blieben die Hausbesetzer siegreich. Anschließend erfuhren sie erneut breite öffentliche Unterstützung. In den folgenden Wochen kam es zu Verhandlungen zwischen Hausbesetzern und Kommunalverwaltung, in die sich auch die britische Regierung einschaltete. Am Ende stand sowohl die Übergabe von Häusern in Redbridge an housing associations (in etwa vergleichbar mit Wohnungsbaugenossenschaften) als auch die Änderung verschiedener wohnungspolitischer Vorgaben. So sollten kommunale Körperschaften nur noch staatliche Darlehen zum Erwerb von Wohnhäusern erhalten, wenn diese unmittelbar einer Nutzung zugeführt werden sollten.
Anders als in anderen europäischen Ländern stellte ein erheblicher Teil der britischen Hausbesetzer nicht die Grundzüge von Wohnungsmarkt und Wohnungspolitik in Frage, sondern versuchte primär konkrete Notlagen Wohnungsloser zu beheben. Die Bewegung war stärker bürgerlich geprägt als die alternativ-studentische Besetzerszene in Kontinentaleuropa. Dieser Teil der Bewegung erklärte sich oft mit einer Lizenzierung und damit Legalisierung ihrer Wohnform durch die lokalen Verwaltungen einverstanden, was oft zu erheblicher Kritik aus stärker politisch geprägten Teilen der Hausbesetzerbewegung führte. In der Regel erhielten nur Familien mit kleinen Kindern und Studenten Lizenzen. Lizenzierte Besetzer durften in den Häusern wohnen, wenn sie die Nachbarn nicht belästigten und sich bereiterklärten, auf Verlangen des Eigentümers auszuziehen. Oft leisteten sie auch geringe Zahlungen. Sie genossen jedoch keinerlei Privilegien und gesetzlichen Schutz, wie sie für reguläre Mieter vorhanden waren. 1973 gab es rund 3000 lizenzierte besetzte Wohnungen in London und einige hundert im Umland. Die Zahl der unlizenziert besetzten Wohnungen wird sehr verschieden eingeschätzt. Genannte Zahlen reichen von 7000 in London und weiteren 4000 im übrigen Großbritannien für das Jahr 1973 über 33.000 im Jahr 1974 bis zu 48.000 im Jahr 1976. Während die lizenzierten Besetzer sich weiter öffentlicher Sympathie erfreuten und sich ihr Verhältnis zu Kommunalverwaltungen und privaten Eigentümern schnell einspielte, ließ die Unterstützung von Medien und Öffentlichkeit für die unlizenzierten, politisch in der Regel radikaleren Besetzer schnell nach. Die Mitte der 1970er Jahre verschärfte Gesetzgebung gegen Hausbesetzungen zielte vor allem auf diese Gruppe.
1972 formierte sich in der Elgin Avenue nahe Maida Vale eine Hausbesetzergruppe, die stärker am kontinentaleuropäischen Muster angelehnt war. Den Kern bildeten Hippies und ehemalige Insassen von psychiatrischen Kliniken. Da es sich in der Regel nicht um Familien handelte, erhielt kaum jemand aus dieser Gruppe eine Wohnungslizenz. In den folgenden Jahren kämpften die Elgin-Avenue-Besetzer gegen wiederholte Räumungsversuche der Lokalverwaltung und etablierte dabei ein großes Unterstützernetz in der Studentenszene, in sich bildenden Hausbesetzerorganisationen, Gewerkschaften und anderen politisch linken Gruppen. Zeitweise lebte der spätere The-Clash-Gitarrist Joe Strummer in der Besetzerszene der Elgin Avenue. Nach mehreren Räumungsversuchen, publizistischen und juristischen Auseinandersetzungen willigte der Greater London Council im Oktober 1975 ein, der Gruppe dauerhafte und nicht nur lizenzierte Wohnungen zur Verfügung zu stellen. Weitere besetzte Häuser dieser Zeit waren unter anderem ehemalige Büroräumen des Umweltministeriums am Regent’s Park und Sozialwohnungen im Stadtteil Islington.
An mehreren anderen Orten in London nach dem Muster der Instandbesetzung den Abriss historischer Bausubstanz und ihre Ersetzung durch lukrativere moderne Gebäude. Das betraf beispielsweise den Straßenzug Villa Road in Brixton. Die Auseinandersetzung um den Erhalt der dortigen Bauten zogen sich von 1969 bis 1980 hin, als rund 20 viktorianische Häuser in eine Genossenschaft überführt und so vor dem Abriss bewahrt wurden.
Beginnend mit 1970 erfolgten mehrere Gesetzesänderungen, die Eigentümern die Zwangsräumung von Wohnungen erleichterten. 1977 wurde Hausfriedensbruch erschwert und der Widerstand gegen Gerichtsvollzieher zum Verbrechen erklärt. Der Druck von Polizei und Gerichtsvollzug auf die Szene nahm zu. Dies führte auch zu einem Rückgang der bürgerlichen Mitglieder, die häufig in genossenschaftliche Wohnprojekte abflossen. 2012 wurde schließlich Hausfriedensbruch und damit die Besetzung von Wohngebäuden insgesamt, zum Verbrechen erklärt.

### Niederlande
Die ersten Hausbesetzungen in den Niederlanden fanden im Rahmen der Provo-Bewegung in den 1960er Jahren statt. In Amsterdam war in dieser Zeit bezahlbarer Wohnraum knapp. Leerstehende Häuser wurden nach dem Weiße-Häuser-Plan besetzt, um ihren Abriss zu verhindern und damit einen Beitrag zur Erhaltung der Innenstadt zu leisten; auch fanden Wohnungssuchende – vor allem Studenten – auf diese Weise eine Bleibe. Die Aktionen dienten außerdem dem Protest gegen verschiedene Bauvorhaben großer Banken und wendeten sich gegen das Spekulantentum. Es entstand eine Hausbesetzer-Bewegung (kraakbeweging), die zunächst von den „Wohnbüros“ De Kraker und De Koevoet organisiert wurde und bald weitere Aktionen im ganzen Land hervorrief.
Die niederländische Bevölkerung stand dem zunächst skeptisch gegenüber, was sich aber 1980 änderte: Bei der wiederholten Besetzung und Räumung eines Hauses in der Amsterdamer Vondelstraat kam es zu einer gewalttätigen Auseinandersetzung, bei der Panzer die aufgestellten Barrikaden durchbrachen. Dieses Vorgehen gegen die eigenen Landsleute bei anhaltender Wohnungsnot brachte der Hausbesetzerbewegung Sympathien seitens der Bevölkerung ein. Anlässlich der bevorstehenden Krönung von Beatrix zur Königin der Niederlande am 30. April 1980 entstand die Losung „keine Wohnung – keine Krönung“ („geen woning, geen kroning“), um den Forderungen der Hausbesetzer Nachdruck zu verleihen.
Inzwischen sind einige der besetzten Häuser legalisiert und in selbstverwalteten Wohnkollektiven aufgegangen, beispielsweise in Groningen das ehemalige Römisch-Katholische Krankenhaus (Oude RKZ) – das größte besetzte Gebäude der Niederlande (dort leben etwa 260 Menschen in 232 Wohneinheiten) – oder in Leiden (siehe Eurodusnie).
Die Eigentümer der Immobilien versuchten zunächst mit Selbsthilfe den Krakern Einhalt zu gebieten, und zwar indem sie Familienmitglieder, Freunde oder Bekannte in ihrem leerstehenden Eigentum unterbrachten, was das Eindringen von „fremden“ Krakern verhindern sollte. Daraus haben sich professionelle Vermittlungsagenturen (Antikraakbureaus) entwickelt, die Wohnungssuchende auswählen, damit diese im Sinne des Eigentümers so lange im betreffenden Objekt verweilen, bis der Abriss oder ein ähnliches Vorhaben ansteht. Die Gebühren für die Nutzungserlaubnis sind oft deutlich niedriger als die Miete in Wohnkollektiven. Der vermittelte Wohnungsnutzer gilt nicht als Bewohner und erhält keinen Mietvertrag; er hat im Falle der Wohnungskündigung keine Rechtsmittel. Für den Auszug hat der Antikraaker 14 Tage Zeit; viele Agenturen sichern ihren Kunden zu, ihnen in dieser Zeit einen neuen Antikraak-Ort zu vermitteln.

### Österreich

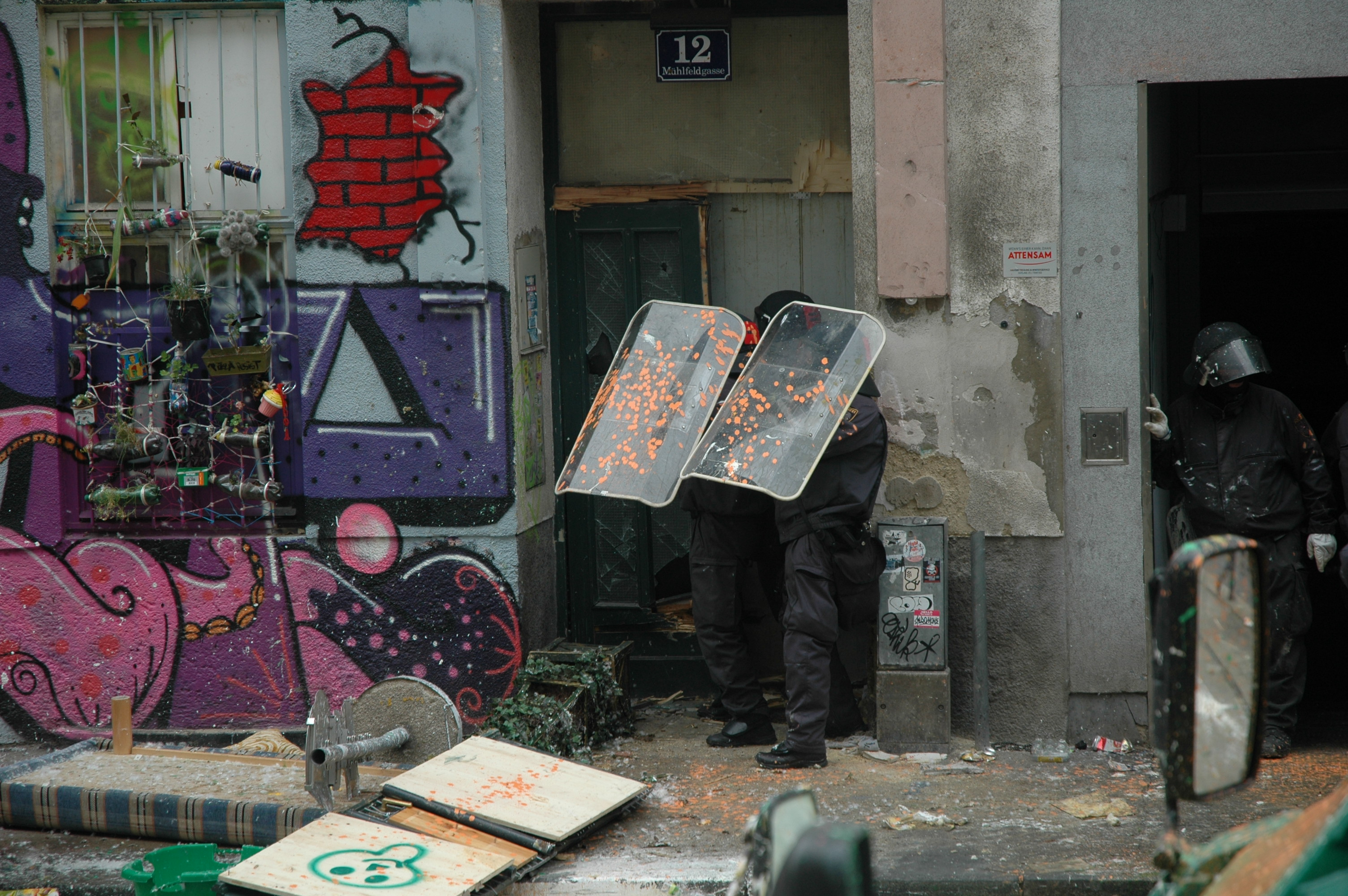
Räumung der „Pizzeria Anarchia“ in Wien am 28. Juli 2014. Ein Polizeigroßaufgebot scheitert über Stunden am schwer verbarrikadierten Eingangsbereich.

In Österreich gab es mit der Besetzung des inzwischen legalisierten Veranstaltungszentrums Arena in Wien durch Jugendliche in den 1970er-Jahren die erste große Besetzung. Ebenfalls in den 1970er Jahren besetzten Anwohner des Spittelbergs aus Protest gegen Abrisspläne denkmalgeschützter Biedermeierhäuser das noch heute bestehende Amerlinghaus.
Aus der Besetzung des ehemaligen Technischen Gewerbemuseums im Jahr 1981 entstand das Werkstätten- und Kulturhaus (WUK). Am Höhepunkt der „Häuserkämpfe“ der 1980er Jahre in Berlin und Zürich gab es auch in Wien eine Reihe von Hausbesetzungen.
Am 1. Mai 1981 fand die „erste Hausbesetzung in Wien“ in der Windmühlgasse 24 in Wien-Mariahilf statt. Gleichzeitig fand auch eine Hausbesetzung in Innsbruck statt.
Am 12. August 1988 wurden die besetzten Häuser Aegidigasse und Spalowskygasse mit polizeilicher Gewalt geräumt. Dabei stieß die Polizei auf unerwartet heftigen Widerstand und zog nach mehreren Stunden ab. Am zweiten Tag gelang erst nach mühevoller Beseitigung teils brennender Barrikaden und durch Einsatz eines Baggers, der die Außenwände des Gebäudes einriss, das Haus zu räumen. Es gab dutzende Festnahmen, jedoch keine Verurteilungen, da keiner Person eine konkrete Straftat zugeordnet werden konnte. Als am 23. Juni 1990 ein leerstehendes Haus im Eigentum der KPÖ besetzt wurde, vermied die Polizei eine Eskalation. Das Ernst-Kirchweger-Haus (EKH) besteht nach mehrfachen Überlebenskämpfen noch heute und ist das größte Autonome Sozial- und Kulturzentrum der Stadt.

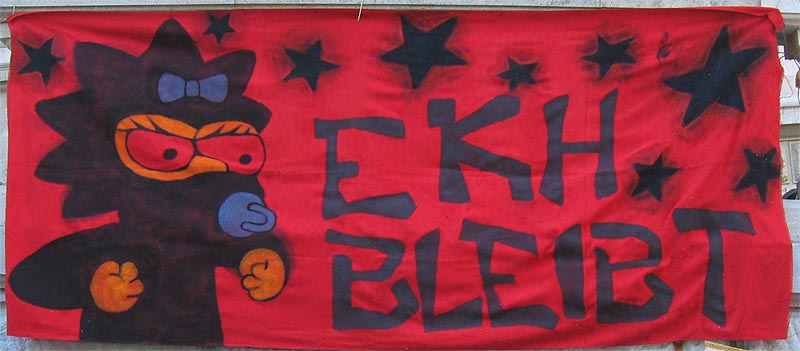
Transparent (dargestellt ist Maggie Simpson) bei einer „EKH Bleibt“-Aktion (2005)

Bis zur „Freiraum“-Bewegung der Jahre 2004 und 2005, die insbesondere durch die mehrfache Besetzung des Narrenturms am Universitätscampus in Erscheinung trat, blieb es für einen langen Zeitraum vergleichsweise ruhig. 2005 und 2006 liefen Besetzungen unter dem Titel „Räumungsschlusstage“.
2009 und 2010 versucht eine Gruppe namens „Hausprojekt“ immer wieder, ein Gebäude dauerhaft zur kulturellen Nutzung zu besetzen. Zuerst wurde am 2. Oktober jenes Haus in der Triester Straße besetzt, das der bekannten Beamten-Sitcom MA 2412 als Drehort gedient hatte. Die Räumung erfolgte zehn Tage später, völlig unangekündigt. Die nächste Besetzung dauerte nur eine Nacht, da bereits am nächsten Morgen mit Räumung gedroht wurde, und fand am 25. März 2010 im seit Jahren leer stehenden Gründerzeithaus in der Praterstraße 10 statt. Die letzte Aktion der Gruppe war die 12-tägige Besetzung eines verlassenen ÖBB-Wohngebäudes an der Philadelphiabrücke im Juli 2010. Im Folgejahr kam es gleich zu mehreren medial viel beachteten Besetzungen und Räumungen: zunächst jene des Lobmeyr-Hofes im Juli für zehn Tage (in den Tagen nach der Räumung kam es zu drei kurzzeitigen Nachfolge-Besetzungen), im August wurde das „MA 2412“-Gebäude in der Triester Straße kurzzeitig wiederbesetzt und im Oktober und November kam es schließlich zur längsten Hausbesetzung in Wien seit vielen Jahren, als ein Gebäudekomplex in der Lindengasse im siebten Bezirk als „Epizentrum“ für 26 Tage besetzt blieb und schließlich unter Einsatz von Polizeihubschrauber und Räumungspanzer geräumt wurde. Auch eine kurzfristige Nachfolgebesetzung nur wenige Straßen entfernt, genannt „Wilde 13“, fand große mediale Aufmerksamkeit. Zum Zeitpunkt der groß angelegten polizeilichen Räumung knapp eine Woche später war das Gebäude jedoch bereits verlassen.
Im Jahr 2014 kam es in Wien zu einer Räumungsaktion der Polizei in Wien-Leopoldstadt. Um einen Gerichtsbescheid zur Räumung eines Abbruchhauses durchzusetzen, war die Polizei mit 1.454 Beamten aus mehreren Bundesländern, sowie einem Polizeipanzer mit Räumschild, einem Wasserwerfer und einem Hubschrauber im Einsatz. Die Räumungsaktion dauerte einen ganzen Tag, 19 Hausbesetzer der „Pizzeria Anarchia“ wurden festgenommen. Die Aktivisten verschanzten sich im Haus und leisteten durch massive Verbarrikadierung der Zugänge Widerstand gegen die Räumung. Zudem warfen sie Farbbeutel, faule Eier und Flaschen auf die Polizisten. Die Räumung verursachte Kosten in der Höhe von 870.000 Euro.
Abgesehen von vereinzelten Hausbesetzungsversuchen gibt es in Wien seit 2006 auch zwei Wagenplätze, Gruppen von Menschen, die in ihren Fahrzeugen leben, hierfür jedoch Abstellplätze benötigen, die ihnen bisher nicht oder nur vorübergehend zur Verfügung gestellt wurden.
Außerhalb Wiens gab es bekannte Besetzungen mit der Stadtwerkstatt in Linz, einer 1980 besetzten Fabrikhalle, die 1990 geräumt und abgerissen wurde und seither in einem kleinen angrenzenden Gebäude untergebracht und legalisiert ist, der ARGE in Salzburg und der Villa Kuntabunt in Innsbruck, die von 2003 bis 2005 besetzt war. In Graz ereignete sich 2008 bis 2010 eine Kampagne für ein Autonomes Zentrum, in deren Zuge lange leer stehende Häuser (Elisbethinergasse 21, Grendiergasse 5, Annenstraße 2, Merangasse 50, Grazbachgasse, Grabenstraße 45) vorübergehend besetzt wurden. Gespräche der Aktivisten mit der Stadt scheiterten.

#### Chronik
1970er Jahre
- Simmering 1975, am 8. Februar 1975 wird ein leerstehendes Haus Ecke Simmeringer Hauptstraße/Gottschalkgasse besetzt[61]
- Arena (Wien), ehemalig ein besetztes Gelände, mittlerweile haben die Besetzer die Arena aufgekauft und die Arena ist ein wichtiges Veranstaltungszentrum
- Phorushalle, am 20. Oktober 1979 wird die Markthalle am Phorusplatz in Wien, Wieden besetzt

1980er Jahre
- Amerlinghaus, Stiftgasse 8, Wien. 1. August 1980 von der Burggarten-Bewegung besetzt.[62]
- WUK (Kulturzentrum), 1981 besetzt. Seitdem ein alternatives Kulturzentrum in der Währinger Straße 59 im 9. Wiener Gemeindebezirk Alsergrund.
- Gutenberggasse, 1. Mai 1981 wird das Haus in der Gutenberggasse 14, 1070 Wien besetzt. Geräumt am 23. Mai 1981.[63]
- Windmühlgasse, erstes besetztes Wohnhaus in Wien, Mariahilf
- Rosa Lila Villa, 1982 besetzt, wurde nach positiven Verhandlungen mit der Stadt zum Lesben-, Schwulen- und Transgenderzentrum
- Tigergasse 1, 1080 Wien, 22. September 1984. Wurde nach neunstündigen Verhandlungen geräumt.
- autonomes Kulturzentrum Gassergasse (GaGa), ehemaliges autonomes Zentrum in Wien, wurde 1983 abgerissen
- Aegidigasse 13 / Spalowskygasse 3, 1988 nach zweitägigen Kämpfen mit der Polizei spektakulär geräumt[64]
- Rotstilzchen, 1986, ehemaliges Café und autonomes Zentrum bis Herbst 1991
- Oswaldgasse 1, Wien. 5. April 1989 besetzt. 6. April 1989 freiwillig geräumt.

1990er Jahre
- Ernst-Kirchweger-Haus, Wien (seit 1990)
- Herolddruckerei, 11. Dezember 1993. Freiwillig geräumt.

2000er Jahre
- Kärntnerstraße 1, Graz (genannt K1), 2003/2006. War eigentlich nie besetzt, sondern dem Sozialprojekt „ErFa“ zur Unterbringung von Punks von seiten des Eigentümers kostenlos überlassen worden.
- Pankahyttn, Wien. Neun Besetzungen in drei Jahren. Jetzt mit Vertrag. Johnstraße 45, 1150 Wien[65]
- Villa Kuntabunt, Innsbruck, geräumt am 3. Oktober 2005
- Meldemannstraße 27, 1200 Wien. 29. November 2003 besetzt. Am nächsten Tag von der WEGA geräumt.
- Wiener Wagenplätze: 2009 bis 2019 etliche Besetzungen von Grundstücken in ganz Wien. Mehrere Räumungen, aber vor allem freiwilliger Abzug nach Ende der mit den Besitzern ausgehandelten Vereinbarungen. Wagenburg Hafenstraße und Wagentruppe Treibstoff[66]
- „Venedig“, ehemalige Volksschule St. Andrä, Grenadiergasse 2, Graz, wird am 6. Juli 2007 besetzt[67]
- Gruppe „Hausprojekt“

mehrtägige Besetzungen:
Triester Straße 114 (2.–12. Oktober 2009 geräumt),
Praterstraße 10 (eine Nacht von 25. auf 26. März 2010 vor Räumung);
Eichenstraße 9 (2.–12. Juli 2010 vor Räumung),
Sommer-Session 2010 (stets polizeilich beendet):
Burggasse 2 (13.–16. August),
Lackierergasse 8 (ca. 18.–19. August),
Humboldtgasse 32 (ca. 19.–26. August 2010)
- „unibrennt“-Bewegung: Besetzung des Audimax und des Universitätssportinstituts (USI) im Hauptgebäude der Universität Wien für 61 Tage (22. Oktober bis 21. Dezember 2009) und des C1-Gebäudes am Campus/AAKH für 71 Tage (27. Oktober bis 6. Jänner 2010). Temporär gab es auch weitere Hörsaalbesetzungen im Hauptgebäude der Universität Wien, etwa als Schlafsäle in den ersten Tagen und Wochen.
- KriSU: Am 6. Dezember 2009 wurde die Universitätsstraße 2 im 9. Wiener-Gemeindebezirk von KriSu-Aktivisten besetzt

2010er Jahre
- Lobmeyrhof, Lorenz-Mandl-Gasse/Roseggergasse, Wien-Ottakring (7.–14. Juli 2011, geräumt[69])
- „Aktion Schwarze Katze“, Triester Straße 114, Wien-Favoriten (29.–31. Juli 2011, geräumt[70])
- „Epizentrum“, Lindengasse 60-62, Wien-Neubau (14. Oktober bis 8. November 2011, mit Panzerwagen und Hubschrauber geräumt[71])
- „Wilde 13“, Westbahnstraße 13, Wien-Neubau (11.–14. November 2011[72])
- „Pizzeria Anarchia“, Mühlfeldgasse 12, Wien-Leopoldstadt (Dezember 2011 bis 28. Juli 2014; die polizeiliche Räumung mit 1.700 Beamten, Panzerwagen und Wasserwerfer dauerte bis in die Abendstunden und sorgte für viel mediales Aufsehen.[55])
- Gruppe „FLIT*“, Strozzigasse 39, Wien-Josefstadt (9.–10. Mai 2013, freiwilliger Abzug)
- „FLIT*“, Abelegasse 2, Wien-Ottakring (15. Juni 2013, noch am selben Tag geräumt[73])
- Gersthofer Straße / Wallrißgasse, Wien-Währing (13. März 2015, nach drei Stunden geräumt[74])
- Gruppe „Evora“, Hörndlwald-Heim, Wien-Hietzing (12.–26. November 2015, geräumt[75])
- „Evora“, Haschahof, Wien-Favoriten (31. Jänner bis 5. Februar 2016, geräumt[76])
- Mariahilfer Straße 219, Wien-Rudolfsheim-Fünfhaus (2.–3. Juli 2016, selbstständiger Abzug[77])
- Idlhofgasse 9, Graz (21.–25. Oktober 2016, geräumt)
- Kienmayergasse 15, Wien-Penzing (16.–19. April 2017, geräumt[78][79])
- „Evora“, Jagdschlossgasse 21–25, Wien-Hietzing (5.–16. Mai 2017, geräumt[80])
- „Nele“, Neulerchenfelder Straße 35, Wien-Ottakring (17. November bis 7. Dezember 2018, geräumt[81])
- AHA - Autonomes Haus am Alsergrund, Harmoniegasse 10, Wien-Alsergrund (April–Mai 2022, ca. 2 Wochen)[82]
- Mariannengasse 16-20, Wien-Alsergrund (18. März 2024)[83]

### Schweiz

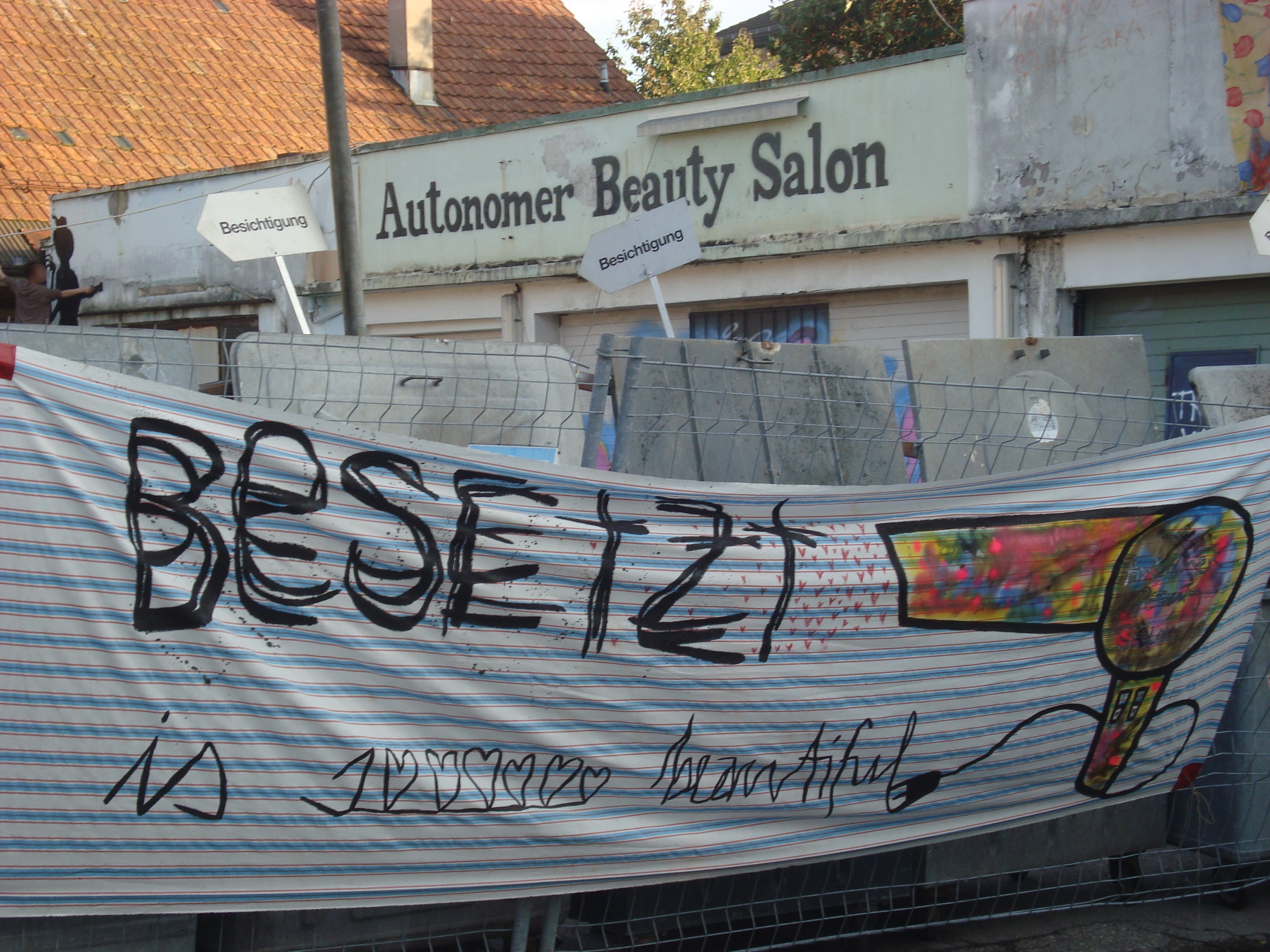
Hausbesetzung "Autonomer Beauty Salon" (2011–2014) im Zürcher Stadtteil Altstetten.

In der Schweiz gibt es eine Hausbesetzerszene mit den beiden Zentren Zürich und Genf. Während in Genf die Squatter-Bewegung in den 1970er und 1980er Jahren ihren Höhepunkt hatte, werden Hausbesetzungen in Zürich erst seit Anfang der 1990er Jahre toleriert. Zürich besitzt heute die weitaus aktivste Hausbesetzerszene der Schweiz. Doch auch in anderen Schweizer Städten gab und gibt es immer wieder Hausbesetzungen, wobei die Anzahl deutlich geringer ist: In der Deutschschweiz sind dies Bern (wo 1981 das Kulturzentrum Reithalle erkämpft wurde), Basel und Winterthur, in der französischsprachigen Schweiz Lausanne und Biel. Das Rhino in Genf, das 2004 nach 19 Jahren geräumt wurde, zählte beispielsweise zu den längsten Besetzungen der Schweiz.
In Zürich finden seit Anfang der siebziger Jahre Hausbesetzungen statt. Von einer eigentlichen Hausbesetzer-Bewegung kann aber erst seit den 1980er Jahren gesprochen werden. Der Opernhaus-Krawall und die folgende Auseinandersetzung um das AJZ führten zu einer völlig neuen Konstellation. Die Wohnungsnot, die Ausdehnung der City und das Fehlen von selbstverwalteten Räumen gehörte von Anfang an zu den Kritikpunkten der "Bewegig". Auf den Zügeltermin am 1. April 1981 hin folgte erstmals eine große ‘Enteignungs’-Offensive. Infolge der starken Repression war es aber unmöglich, ein Haus länger als ein paar Tage zu halten. Hausbesetzungen blieben bis Ende der 1980er Jahre eine temporäre Protestform.
Erst mit dem permanenten Druck der Wohnungsnotbewegung von 1989, die jeden Donnerstag Abend demonstrierte, änderte sich die städtische Räumungspraxis. Obwohl die Staatsgewalt in den meisten Fällen innerhalb weniger Tage räumte, ließ die Flut der Besetzungen nicht nach. Die Null-Toleranz-Politik von Stadtpräsident Thomas Wagner war nicht mehr durchführbar. Mit dem rot-grünen Wahlsieg im April 1990 wurde die Situation für Hausbesetzungen nochmals verbessert. So hatte der Zürcher Häuserkampf Ende der 1980er Jahre und Anfang der 1990er Jahre die stärkste Phase.
Eine der größten Hausbesetzungen war jene des Wohlgroth-Areals von 1991 bis 1993. In mehreren Gebäuden waren rund 100 Bewohner sowie zahlreiche kulturelle und soziale Einrichtungen untergebracht. Nach der Räumung der Wohlgroth war die Blütezeit des Zürcher Häuserkampfes endgültig vorbei. Es wurde zwar weiterhin besetzt, die Bewegung hatte aber ihre politische Schlagkraft verloren.
Im Juni 1990 besetzten Jugendliche eine seit 16 Jahren leerstehende Kleiderfabrik in Bremgarten, um später eine kleine Version der Wohlgroth zu schaffen. Heute handelt es sich beim KuZeB um das älteste, autonome Kulturhaus der Schweiz, das gänzlich ohne öffentliche Förderung auskommt.
Für die Subkultur gewannen dafür die Kultursquats wie der „Glacegarten“, das „Egocity“ oder die „Kalkbreite“ an Bedeutung. Die „Kalkbreite“, ein mehrstöckiges Gebäude am gleichnamigen Tramdepot im Kreis 4, war sieben Jahre besetzt (2003 bis 2010) und bekannt für den regelmäßigen Barbetrieb und Konzertabende. 2006 wurde die Binz besetzt, ein großes Fabrik-Areal mit verschiedenen Hallen, wo bis zu 50 Personen wohnten. Für Aufsehen sorgte 2009 die medienwirksame „Überweisung“ von 20.000 Franken an Vertreter des Kantons Zürich, die diesen Betrag als Kaution für etwaige Aufräum- und Entsorgungskosten nach einer Räumung verlangt hatten. Die Besetzer überbrachten diesen Betrag mit Schubkarren, in denen sich 400.000 Fünf-Rappen-Stücke befanden, auf die Bank. Die Binz wurde 2013 geräumt.

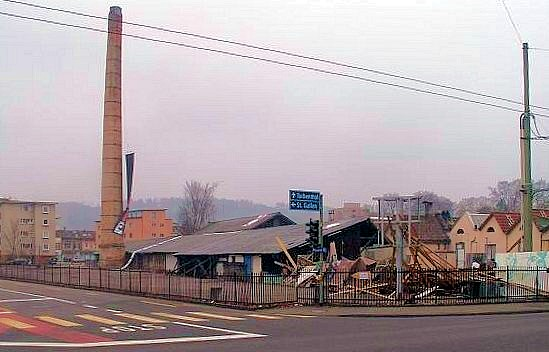
Das „Sidi“ in Winterthur (2006)

Für viel mediales Aufsehen sorgte 2008 „Brot&action“, die Besetzung des leer stehenden Hardturm-Stadions für ein Wochenende. Die „Gegenveranstaltung zur Euro 2008“ war ein Protest gegen die Kommerzialisierung des Fußballs und des öffentlichen Raumes. Die aufwändige Besetzung des Stadions wurde als Baustelle getarnt lange vorbereitet. Die Polizei war völlig überrascht und sah nach Rücksprache mit dem Eigentümer des Stadions, der Credit Suisse, von einer Räumung ab. In Zürich gibt es bis heute mehrere Gruppen, die immer wieder über kurz oder lang Häuser besetzen.
Auch im nahe Zürich gelegenen Winterthur kommt es gelegentlich zu Hausbesetzungen. So wurde dort 2004 für mehrere Tage das Sulzer-Hochhaus besetzt, damals noch das höchste Hochhaus der Schweiz, aus Protest gegen die Luxussanierung von Wohnraum. Ebenfalls in Winterthur wurde 2004 die Sidi besetzt. 2006 verließen die Besetzer das Gelände, worauf dort eine Neubausiedlung entstand.

### Spanien

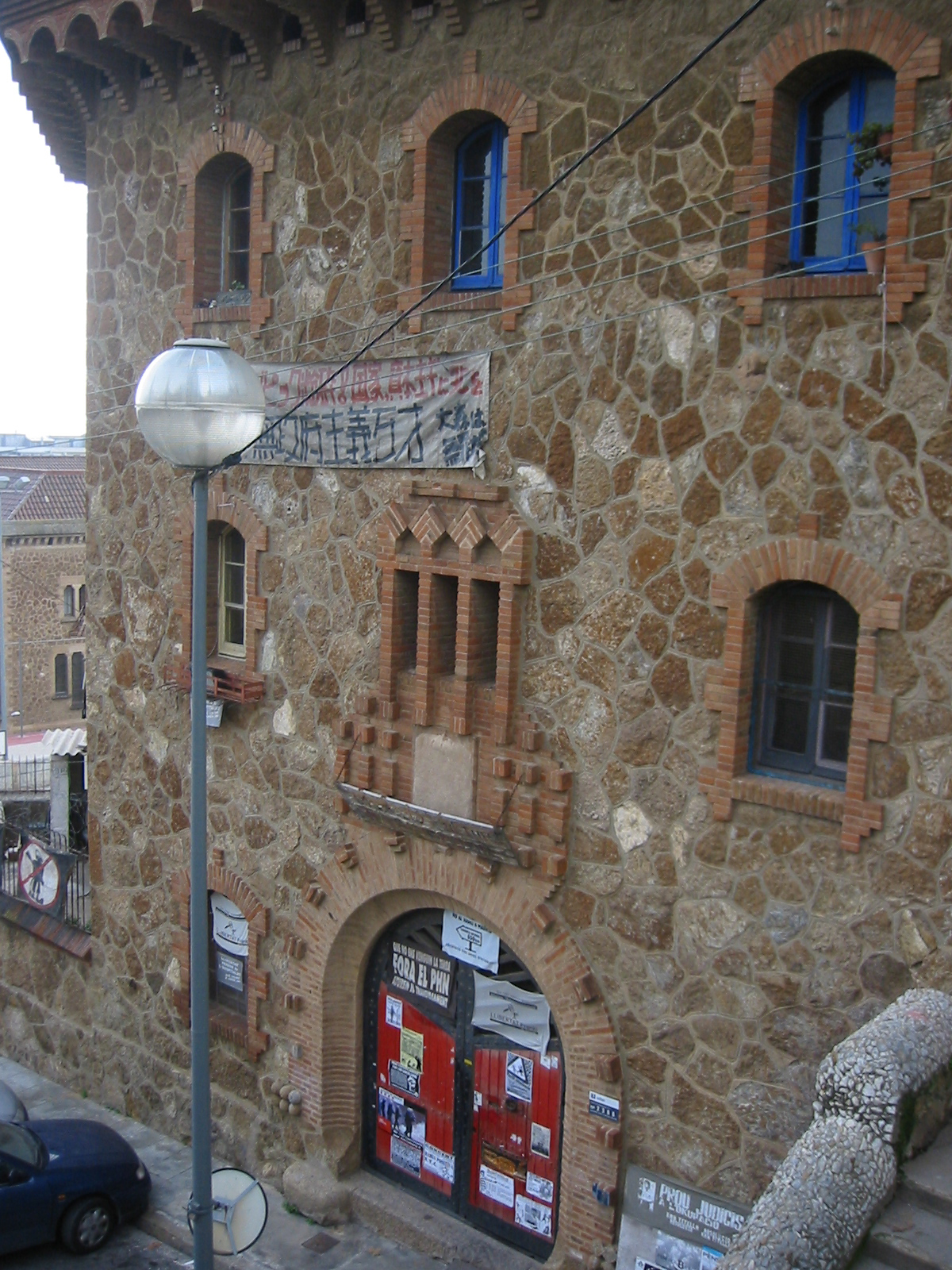
Die besetzte Festung Kasa de la Muntanya in Barcelona-Vallcarca (2006)

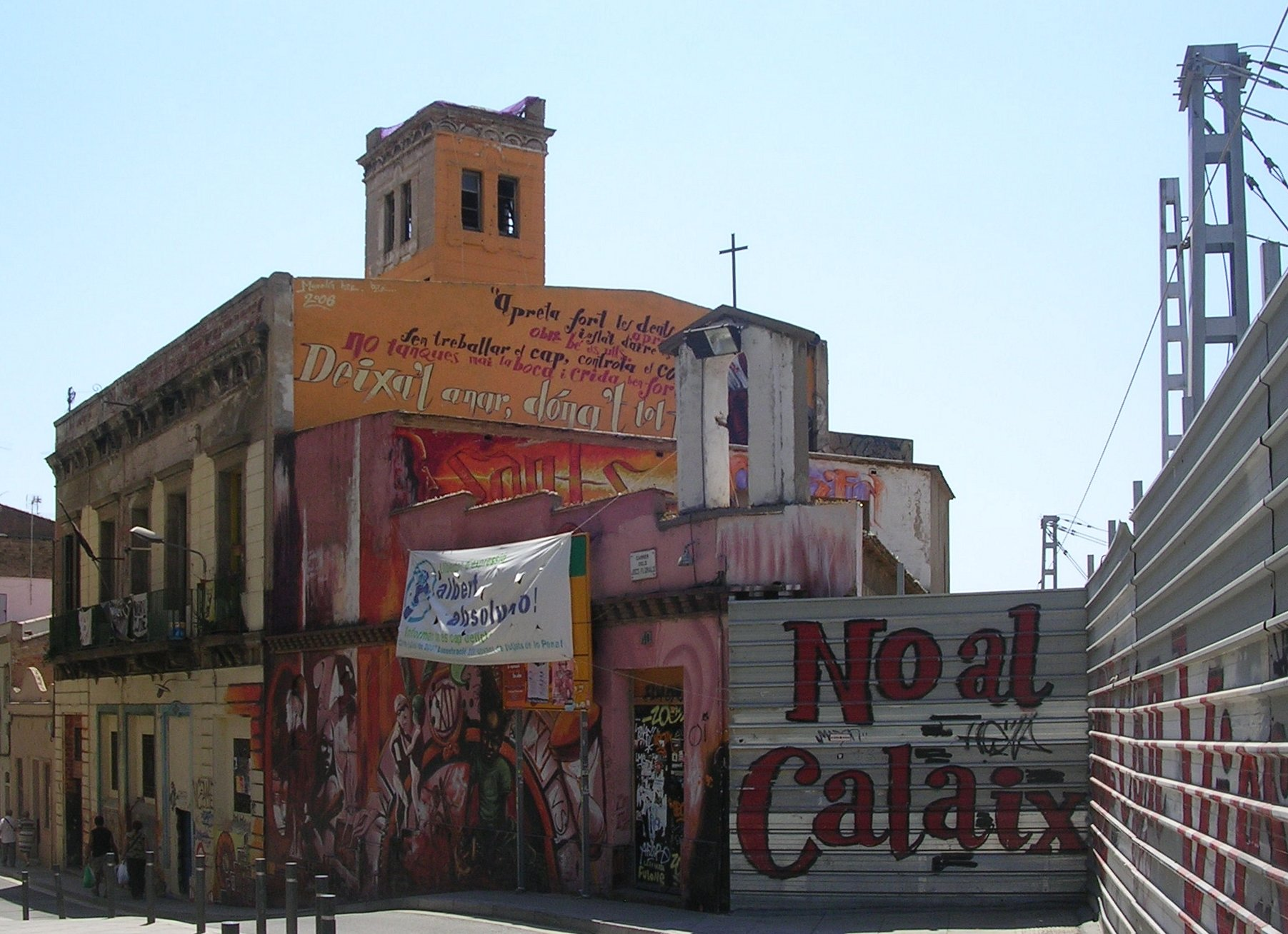
C.S.A. Can Vies in Barcelona. Seit 1997 besetztes Gebäude auf einem Grundstück der Bahn (2007)

Eine der aktivsten Hausbesetzerszenen Europas befindet sich in Spanien und dort wiederum in Barcelona. Eine wesentliche Ursache liegt wohl darin, dass über 80 % der Wohneinheiten Barcelonas Eigentumswohnungen – und für allein lebende Jugendliche nicht bezahlbar – sind. Im Jahr 2000 waren rund 70 Häuser im Raum Barcelona besetzt, vor allem in den an die Altstadt angrenzenden Stadtteilen Sants und Gràcia. Tatsächlich dürften es heute viel mehr sein. Unter den Besetzern befinden sich neben solchen, die das besetzte Haus als Sozial- und Kulturzentrum betreiben wollen, solche, die lediglich eigenen Wohnraum benötigen und kein Aufsehen erregen wollen.
Eine Rolle spielte 1996 das Kino Princesa in der Via Laietana 14. Als ehemaliges Gebäude der franquistischen Einheitsgewerkschaft war es in Besitz der in zahllose Immobilienskandale verwickelten Firma Fincas Forcadell gelangt. Am 10. März wurde das Haus besetzt, in den Folgemonaten entwickelte sich die Princesa zum politischen und Kulturzentrum. Nach der Verabschiedung des neuen spanischen Strafgesetzbuches (Nuevo Código Penal; CP) im Mai 1996 wurde Besetzung leerstehender Immobilien als „Verbrechen“ behandelt, das mit Gefängnis geahndet werden kann. Am 28. Oktober beendeten Sondereinheiten der spanischen Nationalpolizei die Besetzung mit 49 Verhaftungen.
Das wahrscheinlich älteste noch besetzte „Haus“ (Stand 2000) ist das Kasa de la Muntanya, eine 1809 errichtete und 1989 besetzte Kaserne, die lange leerstand, aber nun als Immobilienobjekt in der gewachsenen Stadt wieder sehr begehrt ist. Unter anderem der Streit um den Besitz – zwischen Staat, der von der besitzenden Adelsfamilie nur ein Nutzungsrecht für eine Kaserne hatte, und Eigentümer – hat bislang eine Räumung des großräumigen Gebäudes verhindert.
Die Hausbesetzerszene von Barcelona ist (Stand 2007) weiter aktiv.
2007 platzte in Spanien eine Immobilienblase; damit begann auch eine Wirtschaftskrise und eine Bankenkrise. Spanien musste die EU um Hilfen in Milliardenhöhe bitten (siehe auch Eurokrise).
Die Zahl der Hausbesetzungen („Corralas“) ist seit Beginn der Krise stark gestiegen: 2012 waren es etwa 10.000, 2013 sind es mutmaßlich 12.000. Lange Zeit galt es als tabu, darüber zu reden. Dieses Tabu brachen am 15. Mai 2012 in Sevilla 36 Familien, die alle von Zwangsräumung bedroht waren: sie besetzten ein Haus und gingen sofort an die Presse. Sie erklärten das Haus, das zuvor fünf Jahre leergestanden hatte, für rechtmäßig besetzt, tauften es „Corrala Utopia“ und beriefen sich auf den Artikel 47 der spanischen Verfassung, den sie auch auf die Fassade sprühten: Jeder Spanier hat das Recht auf eine würdige Wohnung.
In den letzten Jahren wurden die sogenannten „Okupas“ zum immer größeren Problem für Immobilieneigentümer. Hausbesetzer, die nach 72 Stunden noch immer in einem fremden Haus sind, erwerben damit indirekt eine Art Wohnrecht.

### USA
In den USA unterscheiden sich die für Hausbesetzungen entscheidenden Gesetze von Bundesstaat zu Bundesstaat. Geschichtliche Bedeutung hatte das Besetzen von Land im Zuge der Besiedelung des Westens der USA, was als Squatting bezeichnet wird und wofür es eigene Gesetze gab. Besondere Bedeutung kommt der Hausbesetzung in der Hinsicht zu, als dass der soziale Wohnbau nur geringe Bedeutung am Wohnmarkt hat und die Immobilienspekulation, die lange Wohnungsleerstände in Erwartung steigender Wohnpreise in Kauf nimmt, große Bedeutung hat, während vor allem in den Städten Obdachlosigkeit ein großes Problem darstellt.
Vor diesem Hintergrund entstanden in der jüngeren Geschichte in den Ballungsräumen Bürgerinitiativen, die sich für das Recht von Obdachlosen auf Wohnraum einsetzen. Eine der bekannteren dieser Gruppen ist Homes Not Jails in San Francisco, die im Zuge der Rezession Ende der 1980er Jahre entstand und seit 1992 Hausbesetzungen organisiert und durchführt. Im Zuge der jüngsten Wirtschaftskrise entstand in Miami, eine der am meisten von der Immobilienkrise und in der Folge enormen Haus- und Wohnungsleerstand betroffenen Städte der USA, eine neue Organisation namens Take Back The Land. In Miami ging der Bauboom, der Auslöser der Immobilienblase und der folgenden Wirtschaftskrise, Mitte 2006 zu Ende. Die Stadt entwickelte sich in der Folge zum Ground Zero der Immobilienkrise. Ende 2008 befanden sich 5.500 Häuser vor der Zwangsversteigerung, ganze Neubauviertel stehen leer. Die Organisation möchte daher die 1.683 im Großraum Miami auf der Straße lebenden Personen in solchen Häusern unterbringen und als Gegenleistung für die Instandhaltung der Häuser sowie die Betriebskosten aufkommen.

## Juristische Bewertung

### Deutschland
Der Eigentumserwerb durch eine Hausbesetzung ist in Deutschland nicht möglich. Zur Ersitzung des Eigentums an einem Grundstück (§ 900 BGB) ist nach deutschem Recht die 30-jährige unberechtigte Eintragung als Eigentümer im Grundbuch und ebenso langer Eigenbesitz erforderlich (Buch- oder Tabularersitzung), was bei einer Hausbesetzung nicht vorliegt.
Hausbesetzungen gegen den Willen des Eigentümers sind in Deutschland strafrechtlich Hausfriedensbruch nach § 123 Strafgesetzbuch (StGB). Da es sich bei einfachem Hausfriedensbruch nach § 123 um ein Antragsdelikt handelt, hängt die Strafverfolgung davon ab, ob der Eigentümer von der Besetzung überhaupt erfährt und folglich Strafantrag stellt. Erst wenn ein öffentliches Interesse vorliegt, z. B. bei Besetzung öffentlicher Gebäude oder schwerem Vandalismus nach § 124, kann von Amts wegen ermittelt werden. Wird die Einrichtung oder die Bausubstanz verschlechtert, können Sachbeschädigungen nach § 303 StGB vorliegen. Die Polizei kann in diesem Fall den Hausbesetzern einen Platzverweis aussprechen bzw. diese in den Durchsetzungsgewahrsam nehmen. Dem Eigentümer können überdies Ansprüche auf Schadensersatz oder auf Herausgabe der Nutzungen gegen die Besetzer zustehen (§ 985 BGB). Mit Hilfe einer Räumungsklage kann der Vermieter im Rahmen der Zwangsvollstreckung nach § 885 ZPO die Besetzer vor Gericht auf Räumung der besetzten Gebäude verklagen. Wird seiner Klage stattgegeben, kann er auf der Grundlage des Urteils (Räumungstitel) vom Gerichtsvollzieher die Durchsetzung der Räumung verlangen. Räumen die Besetzer nicht freiwillig, kann der Gerichtsvollzieher dabei unmittelbaren Zwang anwenden, also z. B. Schlösser aufbrechen und austauschen oder die Besetzer unter polizeilicher Gewaltanwendung aus der Wohnung setzen (Zwangsräumung).

### Großbritannien
In England und Wales stellten Hausbesetzungen eines leerstehenden oder unbenutzten Hauses bis 2012 keine Straftat dar, sondern fielen in den Bereich des zivilen Rechts. Ein Eigentümer musste vor einer möglichen Räumung einen Gerichtsbeschluss („Possession Order“) einholen. Eine Räumung konnte dann durch die Bailiffs erfolgen. Seit 1997 konnte ein Gericht auch eine Interim Possession Order vergeben, in diesem Fall mussten die Hausbesetzer das Gebäude innerhalb von 24 Stunden nach Zustellung verlassen, ansonsten begingen sie eine Straftat. Seit dem Jahr 2012 ist Hausbesetzung verboten. Die Strafen liegen bei 5000 Pfund (ca. 6300 Euro) bis zu einem Jahr Gefängnis. Die Besetzung von gewerblichen Gebäuden bleibt weiterhin eine zivilrechtliche Angelegenheit zwischen Eigentümern und Besetzern.
In Schottland ähneln die Gesetze denen in Deutschland.

### Österreich
In Österreich ist der Tatbestand des Hausfriedensbruchs (§ 109 StGB) nur erfüllt, wenn es sich um eine „Wohnstätte“ handelt und – im Unterschied zu Deutschland und zur Schweiz – der Zutritt mit „Gewalt“ (Körperverletzung) oder „Gewaltandrohung“ einhergeht. Da Hausbesetzungen typischerweise unbewohnte Gebäude betreffen, kommt dieser Paragraph daher im Zusammenhang mit Hausbesetzungen nie zum Einsatz. Der Gesetzestext des „Hausfriedensbruch“-Paragraphen (§ 109 StGB) im Wortlaut:
„Wer den Eintritt in die Wohnstätte eines anderen mit Gewalt oder durch Drohung mit Gewalt erzwingt, ist mit Freiheitsstrafe bis zu einem Jahr zu bestrafen.“
Eine Hausbesetzung kann daher in Österreich nur auf Antrag des Hausbesitzers auf Basis von § 339 ABGB („Besitzstörung“) polizeilich geräumt werden. Dies geschieht im Regelfall ab Erstatten der Anzeige binnen weniger Tage. Sofern der Besetzung irgendeine Art von Mietvertrag oder Nutzungsübereinkunft (z. B. ein Prekariums- bzw. Gebrauchsleihvertrag) vorausging, greift das Mietrecht und der Eigentümer muss den Rechtsweg bestreiten und zivilrechtlich beim zuständigen Bezirksgericht eine Räumungsklage einbringen – was entsprechend mehr Zeit in Anspruch nimmt. Im Erfolgsfall (für den Eigentümer) bedeutet dies eine Räumung durch den Gerichtsvollzieher, der wiederum bei Bedarf die Polizei beiziehen kann.
Des Weiteren können Hausbesetzer in Österreich mit Sachbeschädigungs-Klagen (§ 125 StGB) belangt werden, sofern Schäden am Haus beanstandet werden und diese Einzelpersonen zugeordnet werden können.

### Schweiz
In der Schweiz erfüllt die Hausbesetzung immer den Tatbestand von Art. 186 StGB (Hausfriedensbruch). Damit eine Liegenschaft geräumt werden kann, muss der Besitzer einen Strafantrag stellen. Allerdings setzt die Polizei für eine Räumung voraus, dass unmittelbar nach der Räumung Abbruch- oder Bauarbeiten beginnen, oder eine erneute Nutzung erfolgt. Ebenso kann die Polizei eine Liegenschaft räumen, wenn die Sicherheit von Menschen gefährdet ist, oder denkmalgeschützte Bausubstanz bedroht ist.
Nicht selten werden Hausbesetzungen durch einen sogenannten Gebrauchsleihvertrag legalisiert (Art. 305-318 OR). Die Entleiher verpflichten sich zu einer bestimmungsgemäßen Nutzung des Gebäudes, und sie haften solidarisch für die üblichen Kosten, die bei der Erhaltung und beim Gebrauch des Gebäudes anfallen. Abgesehen von einer Aufwandsentschädigung kann der Verleiher keine weiteren Ansprüche geltend machen. Für den Eigentümer hat der Leihvertrag gegenüber Mietverträgen den Vorteil, dass kein Anspruch auf eine Vertragsverlängerung besteht. Ebenso existiert kein vergleichbarer Kündigungsschutz bzw. Mieterschutz. Diese flexible und einfach umsetzbare Möglichkeit wird auch präventiv gegen Hausbesetzungen angewendet – es gibt Unternehmen, welche über die Gebrauchsleihe Zwischennutzungen vermitteln, um Leerstände zu vermeiden. So entstehen für zeitlich flexible Nutzer günstige Wohn- und Arbeitsräume.

### Niederlande
In den Niederlanden heißen Hausbesetzer „Krakers“. Seit der Einführung eines Gesetzes im Oktober 2010 droht Hausbesetzern künftig mindestens ein Jahr Haft, bei gewalttätigem Verhalten sogar bis zu zwei Jahre und acht Monate.
Davor war es unter bestimmten Voraussetzungen geduldet, ein Haus zu besetzen. Dazu gehörte der Leerstand des Hauses über mindestens ein Jahr, bei welchem der Besitzer nicht nachweisen konnte, dass er das Haus in Kürze wieder in Gebrauch nehmen oder vermieten wollte. Um sich selbst einer Straffreiheit zu versichern, schalteten Hausbesetzer selbst manchmal die Polizei ein, bevor sie ein Haus besetzten: diese konnte dann offiziell den Leerstand bestätigen. Hausbesetzung war in den Niederlanden kein Hausfriedensbruch, wenn weder Schlösser aufgebrochen wurden noch das Haus durch eine andere Person in Gebrauch war. Die Besetzung eines Hauses, das weniger als ein Jahr leer stand, war strafbar. Seit 1. Oktober 2010 ist die Hausbesetzung gesetzlich verboten.

## Maßnahmen bei drohender Räumung und Strafprozessen
In der Hausbesetzerszene werden Strafmaßnahmen wegen Hausfriedensbruch als ungerechtfertigt und Einschüchterung empfunden. Durch Öffentlichkeitsarbeit und Demonstrationen wird vor allem in der linksalternativen Szene die Hausbesetzung unterstützt und sich gegen Repression und für den Erhalt der Häuser eingesetzt. Für die Kosten der Prozesse gegen Hausbesetzer und von Strafverfolgung Betroffenen wird Geld gesammelt und für anwaltliche Betreuung gesorgt. In den Gerichtsverhandlungen ist man bemüht, das politische Anliegen der Besetzung deutlich zu machen.

## Anmerkung
1. ↑  Besetzerbericht: „Es wurde beschlossen ein leer stehendes Haus zu besetzen. Es sollte unter der Verwaltung der Stadt Köln stehen. Als das am meisten geeignete Objekt wählten wir das Gebäude Roßstr. 16 aus. Unter Rücksprache mit dem damaligen Kulturdezernenten der Stadt Köln Herrn Hackenberg und der Zusicherung, dass wir die Werkshallen (ehem. Kwatta Schokoladenfabrik) nicht betreten würden, da diese Requisiten der Bühnen der Stadt Köln beherbergten, vereinbarten wir Tag und Uhrzeit, Redaktionsschluss der Medien für das Wochenende und den frühen Büroschluss am Freitag der Stadtverwaltung berücksichtigend.“
2. ↑  Eine umfangreiche Übersicht über Geschichte und Dokumente der Hausbesetzungen in Berlin liefert die Webseite https://www.berlin-besetzt.de/

## Filme
- Creativity and the Capitalist City. (NL, 2011; Dokumentarfilm), der das Gegen-/Zusammenspiel von Kreativität und Kapital in Amsterdam zeigt.
- Blutgeil (CH, 1993; Spielfilm) – Splatterfilm, der in der Zürcher Hausbesetzerszene spielt
- Sieg der Ordnung, ein Film von Erich Langjahr. Chronik eines Mieterkampfes am Hegibachplatz in Zürich 1976.
- Was tun, wenn’s brennt? (D, 2002; Spielfilm)
- Sag niemals nie – Die Räumung der Mainzer Straße[112]
- Tatort – Im Herzen Eiszeit (D; Serienepisode; mit Rio Reiser)
- Züri brännt (CH, 1981; Videoladen Zürich; Doku/Art)[113]
- 9 Tage hinter den Barrikaden. Kopenhagen, 1986
- Sprengel – ein Stück Schlaraffenland. Dokumentarfilm über das Sprengelgelände in Hannover, D-2011, 89 min
- Gott mit dir, du Land der Bayern. Dokumentarfilm über die ersten Hausbesetzungen in Nürnberg bis hin zur Massenverhaftung von Nürnberg, D-1981, 34 min

## Musik
- Rauch-Haus-Song von Ton Steine Scherben über das Georg-von-Rauch-Haus
- Abend in der Stadt von AufBruch
- Hausbesetzer-Lied von Fahnenflucht
- Mainzer Straße von Dritte Wahl
- Flora Song von den Roving Bottles
- Mainzerstraßenlied von Quetschenpaua
- Unsa Haus von Früchte des Zorns
- Stollwerckleed von BAP
- Von Freiheit nicht Genug von Tapete
- Flora bleibt von Johnny Mauser & Captain Gips
- Unser Haus von Neonschwarz